# Futbol Club Barcelona
Futbol Club Barcelona (pronúncia catalã: /fubˈbɔɫ ˈkɫub bərsəˈɫonə/ (escutarⓘ)), mais conhecido como Barcelona e coloquialmente como Barça, é um clube de futebol profissional sediado em Barcelona, na Catalunha, uma comunidade autônoma da Espanha. Compete na La Liga, a principal competição do sistema de ligas espanhol. Manda suas partidas no Camp Nou, para 99 534 pessoas, desde a inauguração do estádio em 1957.
Fundado em 1899 por um grupo de futebolistas suíços, ingleses e catalães, o clube se tornou um símbolo da cultura catalã e do nacionalismo catalão. Ao contrário de outras equipes de futebol, os próprios torcedores é que operam o funcionamento do clube, motivo pelo qual utiliza o lema "Més que un club" (Mais que um clube). O Barcelona é o segundo clube de futebol mais valioso do mundo, com seu valor estimado em $3.2 bilhões, e o clube de futebol mais rico em termos de receita, com um volume de negócios anual de 836,4 milhões de reais.
Nacionalmente, o Barcelona conquistou 28 vezes a La Liga, 32 Copa del Rey, 14 Supercopa da Espanha, três Copa Eva Duarte e duas vezes a Copa da Liga Espanhola, sendo o detentor do maior número de troféus nas quatro últimas competições citadas. No que diz respeito ao futebol internacional, o clube sagrou-se vencedor da Liga dos Campeões da UEFA cinco vezes, e cinco triunfos da Supercopa da UEFA e quatro a Taça dos Clubes Vencedores de Taças, três a Taça das Cidades com Feiras, dois a Taça Latina, e por último três a Copa do Mundo de Clubes da FIFA. O Barcelona esteve na primeira posição do ranking mundial de clubes da IFFHS em 1997, 2009, 2011, 2012 e 2015, e atualmente ocupa a segunda posição no ranking de clubes da UEFA. A principal rivalidade do time é com o Real Madrid, onde as partidas entre as duas equipes são chamada de El Clásico.
O Barcelona é um dos clubes com o maior número de torcedores ao redor do mundo, se tornando a equipe com o maior número de seguidores em redes e mídias sociais entre todos os esportes. Os jogadores do Barcelona possuem o recorde de maior número de conquistas do prêmio de Futebolista do Ano na Europa, com sete vitórias, bem como o de Melhor jogador do mundo pela FIFA, com quatro no total onze vitórias. Em 2010, o clube fez história quando três de seus jogadores disputaram o título de melhor jogador do mundo (Lionel Messi, Andrés Iniesta e Xavi),sendo escolhidos como os três melhores jogadores do mundo no FIFA Ballon d'Or de 2010.
O clube é um dos membros fundadores da La Liga, e também um dos únicos dois que nunca foram rebaixados para a Segunda Divisão, juntamente com  o Athletic Bilbao. Em 2009, o Barcelona se tornou a primeira equipe espanhola a vencer a tríplice coroa, conquistando a La Liga, a Copa del Rey e a Liga dos Campeões da UEFA, e adicionalmente, fez história ao ser o primeiro clube no mundo a vencer as seis competições que disputou, sendo que completou o sêxtuplo triunfando na Supercopa da Espanha, na Supercopa da UEFA e na Copa do Mundo de Clubes.

## História

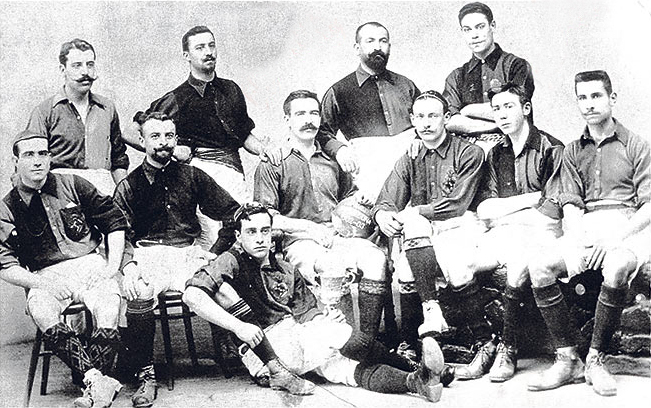
Time do Barcelona em 1903

### O começo (1899–1908)
Em 22 de outubro de 1899, um ex-futebolista suíço, Hans Gamper, colocou um anúncio no jornal Los Deportes declarando seu desejo de formar um clube de futebol em Barcelona. Uma resposta positiva resultou em uma reunião no Gimnasio Solé, em 29 de novembro. Onze jogadores participaram: Walter Wild, Lluís d'Osso, Bartomeu Terradas, Otto Kunzle, Otto Maier, Enric Ducal, Pere Cabot, Carles Puyol, Josep Llobet, John Parsons e William Parsons.
Como resultado, o Foot-Ball Club Barcelona nasceu de forma cosmopolita, que paradoxalmente lhe caracterizaria juntamente com o espírito catalão, que o clube só exaltaria mais tarde. O nome em inglês, língua da terra de criação do futebol, a Inglaterra, era comum na época. As cores também seriam influência externa: diz a lenda que Gamper teria inspirado-se nas do Basel, equipe da qual fora capitão, para escolher as do novo clube. Seriam, portanto, vermelho e azul. O vermelho acabaria substituído pelo grená, por ser esta a cor que o desenhista do escudo possuía a disposição.

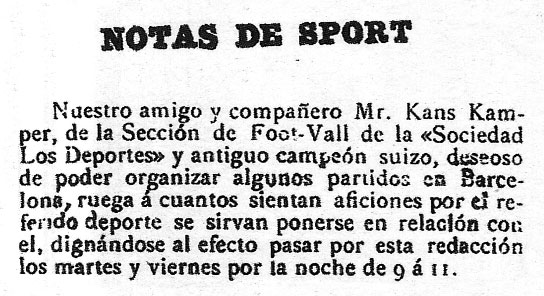
O anúncio em que Hans "Joan" Gamper (grafado "Kans Kamper") expressava seu desejo em montar um time de futebol

Em 1902, o clube ganhou seu primeiro troféu, a Taça Macaya, e também disputou sua primeira final de Taça do Rei, perdendo de 2–1 para o Bizcaya.

### Gamper assume a presidência (1908–25)
Em 1908, Gamper se tornou presidente do clube pela primeira vez. Acabaria ficando mais conhecido pela versão catalã de seu nome: Joan Gamper. Ele assumiu a presidência com a equipe à beira da falência, não tendo ganhado nada desde o Campeonato da Catalunha de 1905. Gamper venceu eleições para presidente do clube em mais cinco ocasiões, entre 1908 e 1925, e passou 25 anos na presidência. Uma de suas principais conquistas foi a ajuda para adquirir o seu próprio estádio.
Em 14 de março de 1909, após dez anos da fundação, a equipe se mudou para o Carrer Indústria, um estádio com uma capacidade de 8000 lugares. Gamper utilizou-se desta manobra para conseguir mais adeptos para o clube, que logo tornaram-se mais numerosos do que o primeiro rival, o hoje extinto Català. A arquitetura do estádio renderia um dos apelidos do time, culer (ou culé, na transposição sonora para o espanhol), que derivaria da expressão cul, palavrão catalão para designar o ânus: a razão disso era o fato de que quem passava pelo estádio em dia de jogo só conseguia ver as nádegas dos torcedores sentados em muros das arquibancadas. No ano seguinte, faturou sua primeira Taça do Rei.
Gamper também recrutou Jack Greenwell como gestor. Este viu o clube começar a melhorar em campo: na década de 1910, destacou-se pelo fortalecimento da rivalidade com o então Real Español, equipe criada com o mote que mais tarde seria abraçado pelo Barça: a identificação com jogadores e a região local, fazendo contraponto ao estrangeirismo dos blaugranes; e pelos gols de Paulino Alcántara, jogador vindo da colônia espanhola das Filipinas e segundo maior artilheiro da história do clube, tendo anotado a assombrosa marca de 369 gols em 357 jogos.
Barcelona e Español dividiam as conquistas do Campeonato Catalão, derivado da Taça Macaya, com os culés ganhando cinco no período, em 1913, 1916, 1919, 1920 e 1921, contra três do rival (1912, 1915 e 1918). Paralelamente, o Barça ganhou também outras três Taças do Rei, em 1912, 1913 e 1920. As conquistas faziam o clube conseguir cada vez mais torcedores; o progressivo aumento fez com que o Barcelona arranjasse outro estádio, mudando-se para Les Corts, que foi inaugurado em 1922. Este estádio tinha uma capacidade inicial de 22.000, mais tarde ampliado para 30.000.

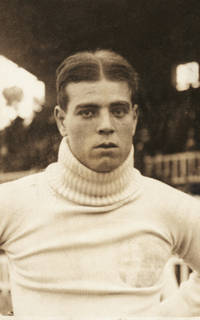
Ricard Zamora, goleiro entre 1919 e 1922

### Eras turbulentas (1925–39)
Em 14 de junho de 1925, um fato político teria pela primeira vez importância no clube: em uma reação contra a ditadura de Primo de Rivera, a torcida vaiou o hino da Espanha. Como represália, o clube foi fechado por seis meses, enquanto Gamper forçado a renunciar à presidência.
A década de 1920 seguiu com o time acentuando seu domínio no futebol local, levantando oito das dez edições do campeonato catalão e outras quatro Taças do Rei. Os maiores ídolos eram o goleiro Ricard Zamora e Josep Samitier. A equipe conquistou também o primeiro Campeonato Espanhol realizado, o da temporada 1928/29. O troféu foi celebrado com um poema intitulado "Oda a Platko", que foi escrito pelo membro importante daquela geração, Rafael Alberti, inspirado pelo heroico desempenho do Barça.
Prenúncios de dificuldades na década de 1930 vieram com o suicídio de Gamper, devido a um período de problemas financeiros e pessoais, talvez provocados pela crise de 1929.
Embora eles continuaram a ter jogadores da posição de Josep Escola, o clube entrou num período de declínio, em que o conflito político ensombrou o desporto na sociedade. O Barça enfrentou uma crise em três frentes: financeira, social (com o número de membros cair constantemente), e desportivo, apesar da equipa ter ganho o Campionat da Catalunya em 1930, 1931, 1932, 1934, 1936 e 1938, e as Taças do Rei em 1933, 1934 e 1939. Os anos 1930 viram também os dois primeiros brasileiros a jogar no Barça, ambos vindos do Vasco da Gama e que não deram certo devido ao preconceito por serem negros: Fausto dos Santos e Jaguaré, que ficaram apenas na temporada 1931/32.
Nas primeiras semanas da Guerra Civil Espanhola, em 1936, o presidente do Barça, Josep Sunyol, que era de esquerda, acabou assassinado pelos nacionalistas, ligados ao direitista General Franco. Apesar de sua morte não ter relação com o Barcelona — ele acidentalmente vinha passeando do lado errado da fronteira, gritando "viva a república" sem ter noção da presença próxima das forças nacionalistas, ela acabaria depois mitificada como marco inicial da perseguição que o time sofreria da ditadura franquista, até porque as instalações e escritórios do clube não escapariam da ocupação fascista na cidade.

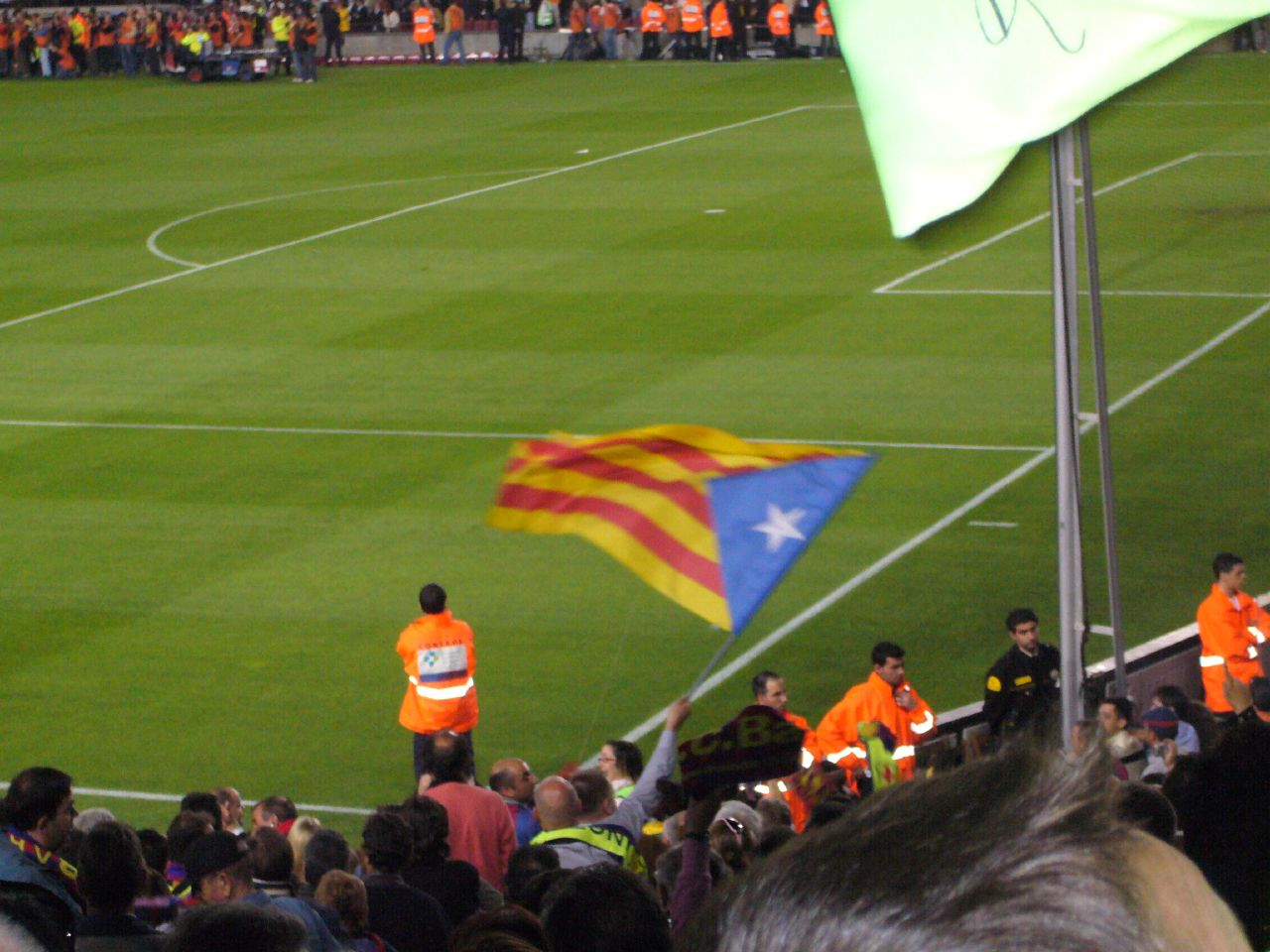
Manifestação pro independência da Catalunha, algo corriqueiro nos jogos do Barcelona.

### O começo da lenda
Após a Guerra Civil Espanhola, o vitorioso General Franco proibiu oficialmente manifestações culturais não castelhanas no país, vedação que se estendia ao uso da língua catalã. Estas medidas fizeram com que houvesse alterações no Barcelona: do nome, para Club de Fútbol Barcelona; e no símbolo, em que quatro faixas vermelhas na parte superior direta, alusivas à bandeira da Catalunha, foram diminuídas para duas, para representar a bandeira da Espanha. Porém, em 1949 recuperou a bandeira da Catalunha no escudo. Por consequência, o Campeonato Catalão, após a edição de 1940, foi extinto, com o Barcelona terminando como seu maior vencedor, somando 23 títulos, o dobro do rival Español. Daí viria a associação cada vez maior do orgulho catalão com o Barcelona, ao passo que o rival Español passaria a ser identificado como um aliado do regime de Franco.
Apesar da difícil situação política, o Barcelona usufruiu de êxito considerável entre o fim da guerra civil e 1953, justamente o período mais opressor da ditadura franquista; uma possível razão para a rápida reestruturação do clube foi o fato de justamente nesse período o presidente blaugrana ser indicado pelo governo espanhol. A equipe ganhou cinco títulos espanhóis, tornando-se momentaneamente a maior vencedora da competição, e três Taças do Generalíssimo, como ficou renomeada a Taça do Rei. Samitier era o treinador e a equipe reunia ainda Joan Velasco, Antoni Ramallets e César. Em 1949, também ganhou a primeira Taça Latina. Na época, a hegemonia no futebol espanhol era disputada com Valencia e Atlético de Madrid.
Em 1950, o Barcelona contratou o húngaro László Kubala graças ao regime franquista. Kubala quase assinou pelo Real Madrid, mas o momento decisivo para mudar as suas ideias foi quando casou com a filha de Ferdinand Daučík, que esteve em contato com Josep Samitier. Em seguida, devido a esta relação, Kubala escolheu finalmente jogar em Barcelona — e seria votado, em 1999, como o maior jogador dos cem primeiros anos do clube. Em 1952, além da Liga Espanhola, outros quatro diferentes troféus em 1952: a Taça del Generalísimo, a Taça Latina, a Taça Eva Duarte e da Taça Martini Rossi. A conquista dupla da Liga e da Taça novamente viria na temporada seguinte.
Anteriormente, em um domingo chuvoso de 1951, a multidão deixou a pé o estádio Les Corts, após uma vitória contra o Santander por 2–1, recusando-se a apanhar os eléctricos e surpreendeu qualquer autoridade franquista. A razão era simples: ao mesmo tempo, uma greve teve lugar em Barcelona, que recebeu o apoio dos adeptos blaugranes. Acontecimentos como este fizeram Barcelona representarem muito mais do que apenas a Catalunha e muitos progressistas espanhóis viram o clube como um acérrimo defensor dos direitos e liberdades.
O regime franquista promoveu a requalificação urbanística para a construção do Camp Nou.
Em 1953, o clube contratou o argentino Alfredo di Stéfano, após uma exibição primorosa do jogador pelo Millonarios, time colombiano que, em excursão na Espanha, derrotara o Real Madrid por 4–2 em pleno Santiago Bernabéu. Mas a equipe da capital entrou na disputa: enquanto os blaugranes negociaram com o detentor legal do passe do argentino (o River Plate, uma vez que os times colombianos estavam banidos pela FIFA por jogarem em uma liga pirata), o Real negociou diretamente com o Millonarios. Di Stéfano já havia jogado três amistosos pelo Barcelona quando veio a solução dada pelo Ministério dos Esportes: o jogador faria temporadas alternadas por cada clube, começando pelo Real. O Barcelona não aceitou e deixou que Di Stéfano jogasse apenas pelo time merengue, que vivia em decadência — o rival Atlético de Madrid estava em melhor momento, possuía mais troféus e era quem inicialmente havia ligado-se aos militares.
O troco do Real Madrid três anos após perder Kubala para o Barça vinha justamente no ano em que se completavam dez da partida em que o Barcelona fora derrotado por 11–1 para esta equipe. Tal jogo era válido pela partida de volta da semifinal da Taça do Generalíssimo; na ida, em Barcelona, os madrilenhos perderam por 3–0 e o resultado surpreendente, a maior goleada dos jogos entre os dois times, seria fruto da intimidação local: o trio de arbitragem foi escalado para favorecer o Real, e policiais invadiram o vestiário do Barcelona ameaçando os jogadores caso saíssem da partida com a classificação. O primeiro grande choque entre as duas equipes seria tão escandaloso que até o Real reconheceria tal fato desta forma. A rivalidade, entretanto, só seria incendiada após a "traição" de Di Stéfano.
En 1962 o governo de Franco autorizou a segunda requalificação urbanística e acabou com uma dívida de 230 milhões de pesetas e a mais que possível desaparição do clube azulgrana.

### O fim da hegemonia nacional
O efeito Di Stéfano logo seria notado: vinte um anos após seu último troféu na Liga Espanhola, o segundo, o Real reconquistou o troféu e seria bi na edição seguinte. O Barcelona entraria em incômodo jejum de títulos no principal torneio do país, só reconquistado em 1959, quando já contava, além do brasileiro Evaristo e do astro da Seleção Espanhola Luisito Suárez, com outras estrelas húngaras: os vice-campeões mundiais em 1954 Zoltán Czibor e Sándor Kocsis. O treinador era o mítico Helenio Herrera. O time já mandava seus jogos no Camp Nou ("novo estádio", em catalão) desde 1957, com Evaristo tendo estufados as redes na inauguração.
Apesar do bicampeonato em 1960, o estrago já estava feito: o Real, que tinha vencido mais outras duas vezes o Espanhol naquele ínterim, conquistava a Europa ao faturar seguidamente as cinco primeiras edições da Taça dos Campeões da Europa, a atual Liga dos Campeões da UEFA, de 1956–1960. O gosto era mais amargo por ser Di Stéfano o grande maestro dos blancos, utilizados politicamente em favor de Franco — cuja ditadura fascista causava antipatia na Europa pós-guerra-, o que só fazia aumentar as rixas.
Em 1958, o Barcelona também seria campeão continental, mas de um torneio menor, a Taça das Cidades com Feiras — precursora da atual Liga Europa da UEFA. A temporada 1959/60 veria o time participando pela primeira vez da Taça dos Campeões, como campeão espanhol. O Real Madrid seguia participando do torneio por ser sempre o campeão das edições anteriores, e os dois encontraram-se nas semifinais. O Real passou à decisão com dois 3–1, cada um com dois gols de Di Stéfano, dentro e fora de casa.
A revanche veio na temporada seguinte da Taça, nas oitavas-de-final: em novo encontro, desta vez foi a vez do Barça classificar-se. O time conseguiu chegar à final, sob a condição de favorito contra os portugueses do Benfica, que ainda sem Eusébio, ainda não detinham de prestígio internacional. Era a grande chance do Barcelona ameaçar uma reação às conquistas do Real, justamente no torneio até então só vencido por ele.
Pois foram os encarnados quem levantariam a Taça, em uma decisão conhecida como la final de los postes, em referência a quatro vezes que os ataques barcelonistas resultaram em bolas na trave no segundo tempo, quando a partida já estava 3–1 (terminaria em 3–2), de virada, para o Benfica. O cenário era o mesmo Wankdorfstadion em Berna, estádio em que Czibor e Kocsis — autores dos dois gols — sofreram outra surpreendente derrota, a da final da Taça de 1954. Kocsis declararia que "Agora entendo o que ocorreu em 1954. Neste gramado pesa uma maldição contra todo húngaro que o pise" — apesar do técnico adversário, Béla Guttmann, ser seu compatriota. Czibor, por sua vez, diria que "Normalmente, um jogo assim acabaria 10–0".
O consolo de clube mais vencedor da Liga Espanhola não demoraria a acabar: o clube ficaria em jejum por quatorze anos e veria o rival Real superá-lo em conquistas no torneio em 1963, quando ganhou pela nona vez. Com a falta de títulos no Campeonato Espanhol, o clube teve de contentar-se com novos troféus na já denominada Taça das Feiras, em 1966 e 1971; e na Taça do Generalíssimo, em 1963 e 1968 — neste ano, com sabor especial: foi com um 1–0 na final contra o Real Madrid em pleno Estádio Santiago Bernabéu com Franco na plateia. Uma das razões era justamente a falta de dinheiro do clube, que havia gasto demais nas obras do Camp Nou — e ainda vira o ídolo Evaristo mudar-se para o Real, naquela década.
A ditadura franquista vinha enfraquecendo com o envelhecimento do General, que faleceria em 1975 e foi condecorado três vezes pelo clube. Desde o ano anterior, o clube já havia adotado um nome em catalão, Futbol Club Barcelona, que se mantém até hoje.

### Cruijff tenta levantar o time, sem sucesso

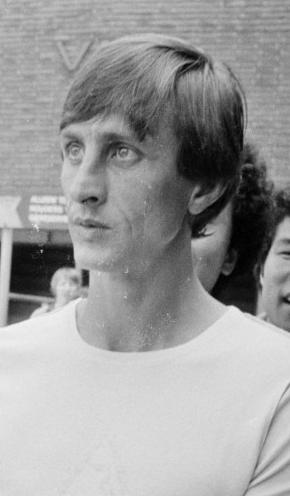
Johan Cruijff

A temporada 1973–74 assistiu à chegada de uma lenda, Johan Cruijff. O jogador já era continentalmente consagrado por ter sido tricampeão seguido com o Ajax da Taça dos Campeões, o torneio que faltava ao Barça, e inauguraria a excelente relação do clube com futebolistas neerlandeses. Sua vinda causou escândalo: era a negociação mais cara do futebol mundial até então, cinco milhões de florins, preço tão alto que o governo espanhol não aprovou a transferência. Cruijff Só conseguiu ser levado porque foi registrado oficialmente como uma peça de máquina de agricultura
O impacto foi imediato: o craque, em sua primeira temporada, levou o Barça a reconquistar a Liga Espanhola, liderando uma equipe que contava com os talentos locais Juan Manuel Asensi, Carles Rexach e Hugo Sotil, quebrando o jejum com direito a golear o Real por 5–0 no Bernabéu. Receberia sua terceira Bola de Ouro da France Football pelo feito. Durante a temporada, nasceria seu filho, e Cruijff aumentou ainda mais a idolatria em torno dele ao batizá-lo com o nome catalão do padroeiro da Catalunha, São Jorge: assim foi nomeado Jordi Cruijff.
Após uma primeira temporada de sonhos, as outras acabariam sendo estressantes para Cruijff, mesmo com a companhia do amigo Johan Neeskens a partir da temporada 1974–75. Ele chegaria a ter uma perna quebrada e deixaria o clube, aposentando-se momentaneamente, após a Taça do Rei em 1978, justamente o segundo troféu que conseguira conquistar com o Barça. A conquista credenciou o Barcelona a disputar pela primeira vez a Taça das Taças, então o segundo torneio europeu em relevância, sendo campeão. O troféu marcou a despedida do ídolo Neeskens. Outro destaque a sair, um ano depois, foi o artilheiro austríaco Hans Krankl.

### Sem muitos bons resultados nos anos 80
Josep Lluís Núñez foi eleito presidente do Barcelona em 1978. Seus principais objetivos foram estabelecer o clube como uma marca mundial e dar a estabilidade financeira. Em 1982, o clube ganhou outra Super Taça e acertaria a contratação, pouco antes da Copa do Mundo daquele ano, de outro craque mundial: Diego Maradona. Na temporada seguinte, sob treinador de seu compatriota César Luis Menotti, Maradona levaria o Barça a uma inesquecível final de Taça do Rei, batendo o Real Madrid.
No entanto, a passagem de altos e baixos de Maradona acabaria curta, também em virtude de estresse e fratura na perna, saindo em 1984, além de má relação com a diretoria; sua saída foi decretada após ele ser suspenso por três meses no futebol espanhol devido à briga campal que provocara na final da Taça do Rei daquele ano, contra o Athletic Bilbao (que venceu por 1–0). Sem poder contar com ele, o clube aceitou proposta da pequena equipe italiana do Napoli e o argentino, desgostoso com o que julgou como falta de esforço do Barcelona em defendê-lo no julgamento, acatou.
Quem o substituiu como grande líder da equipe foi o alemão Bernd Schuster, no clube desde 1980. Justamente após a saída de Maradona, o Barça voltaria a conquistar La Liga, a primeira vez desde o título com Cruijff em 1974, sendo a primeira também desde a morte do detestado Franco. Sob o comando de Terry Venables, o time faturou a edição 1984/85.
Na temporada seguinte, a equipe chegou novamente à final da Taça dos Campeões, com talvez mais favoritismo do que tivera em 1960: o adversário tinha ainda menos prestígio, os romenos do Steaua Bucareste, que tentariam ser o primeiro time da Europa Comunista a faturar o torneio mais importante de clubes do continente. Para completar, a final seria na Espanha, em Sevilha. A partida, entretanto, acabaria em 0–0 e rumaria para os pênaltis. Mesmo com o goleiro Urruti defendendo os dois primeiros pênaltis adversários, nenhum jogador do Barcelona conseguiu acertar a sua cobrança e o título foi para a Romênia.
Jogadores bascos, como Urruti, ficariam cada vez mais comuns no clube, que já contava com José Ramón Alexanko. Na temporada seguinte, contrataria também Andoni Zubizarreta, além do artilheiro da recém-realizada Taça do Mundo de 1986, o inglês Gary Lineker. Lineker saiu-se muito bem na primeira temporada, marcando 21 gols em 41 jogos, chegando a fazer os três dos blaugranes em um 3–2 sobre o Real Madrid.
Os resultados, entretanto, não apareceram e, em 1988, após três títulos seguidos do Real Madrid na Liga, Venables iria embora, assim como o ídolo Schuster — este, para piorar, fora para o Real, após desentender-se com o presidente Núñez, que o usara politicamente em sua reeleição e não cumprira a promessa de aumentar o salário do alemão caso ganhasse. Os madridistas, com uma esquadra jovem conhecida como Quinta del Buitre, contando com Míchel, Emilio Butragueño e o goleador Hugo Sánchez, ganhariam mais duas vezes seguidas o campeonato, em uma das piores décadas do Barça.

### A volta e odream teamde Cruijff
Cruijff voltara ao Barcelona em 1988, após conquistar a Taça das Taças treinando o Ajax. Outros bascos chegaram sob seu comando: Txiki Begiristain, Ion Andoni Goikoetxea, José Mari Bakero, Julio Salinas e Julen Lopetegi. Cruijff também contrataria Michael Laudrup, Ronald Koeman e Hristo Stoichkov. Quem saiu foi Lineker, em 1989, aborrecido pela sua não titularidade em função da insistência de Cruijff em utilizá-lo na meia-esquerda, posicionamento em que ele não rendia tão bem. O primeiro troféu do novo treinador veio já em sua primeira temporada, faturando individualmente sua segunda Super Taça seguida naquele 1989. Em 1990, seria a vez da Taça do Rei.

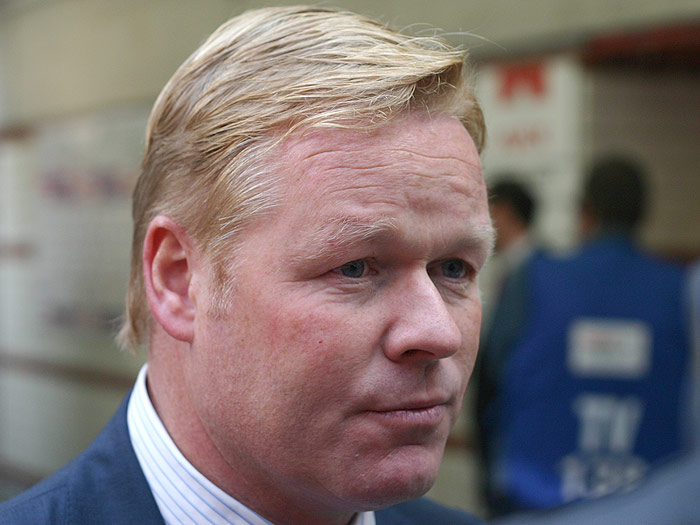
O hoje técnico Ronald Koeman foi o herói da Taça dos Campeões de 1992, marcando de falta o gol do título. O ex-zagueiro marcou incríveis 67 gols em 192 jogos pelo Barça na Liga Espanhola

A Liga Espanhola finalmente voltou para o Camp Nou em 1991 e três seriam vencidas em sequência. Em 1992, o clube finalmente conseguira o título tão desejado da Taça dos Campeões, batendo a Sampdoria na final. Contra a equipe italiana, que também usa azul, o Barça jogou todo de laranja. Mas, na hora de erguer o troféu, o elenco usou por cima o tradicional manto blaugrana. A partir do ano seguinte, o clube passou a contar também com Romário, que Cruijff vira em seu país natal atuando pelo PSV Eindhoven. O Baixinho viveu seu auge no Barça, sendo eleito o melhor jogador do mundo pela FIFA quando esteve no clube, inclusive ofuscando seus companheiros. Além disso, foi também o primeiro brasileiro a fazer sucesso por lá desde Evaristo: no período, o time contratara seis jogadores do país, entre eles Marinho Peres e Roberto Dinamite, todos sem êxito.
Cruijff seguiu no Barcelona até 1996, ficando oito anos no cargo, sendo quem por mais tempo treinou o clube, somando onze troféus. Os campeonatos espanhóis conquistados sob seu comando (quatro) foram o dobro dos vencidos pela equipe entre 1960 e 1988, quando ele chegou. Sua equipe-base, particularmente a tetracampeã espanhola em 1994 — Andoni Zubizarreta, Albert Ferrer, Ronald Koeman, Miguel Ángel Nadal, Sergi Barjuan, Josep Guardiola, Guillermo Amor (atleta que mais conquistou títulos pelo clube), José Mari Bakero, Michael Laudrup, Hristo Stoichkov e Romário — foi bastante acompanhada por espectadores do mundo inteiro. Muitos deles começariam a torcer pelo Barcelona ali.
Entretanto, o ambiente ficara estremecido ainda em 1994: a equipe teve a chance de ser bi na Liga dos Campeões da UEFA (denominação adotada em 1993 para a antiga Taça dos Campeões) e chegou favorita à final contra o Milan, mas perdeu por 4–0. Foi também o último ano em que o time foi campeão espanhol. Desde então, desentendimentos com Romário e Stoichkov, também donos de personalidades fortes, ficaram mais frequentes para Cruijff, que afastou ambos do time. O Baixinho, por suas constantes idas ao Brasil, seria vendido ao Flamengo ainda em meio à temporada 1994–95; o búlgaro saiu em virtude também de um desacordo salarial com o presidente Núñez. Outro a não se entender com Cruijff foi o romeno e ex-Real Madrid Gheorghe Hagi, que, contratado após sua bela Copa do Mundo FIFA de 1994, não rendeu o esperado após ser exigido por Cruijff a prezar marcação defensiva.
Hagi saiu em 1996, um ano após Laudrup, que repetiu Evaristo e Schuster ao ir para o Real Madrid. O dinamarquês, que participara de um 5 x 0 imposto pelo Barça sobre o Real em 1994, inspiraria o rival a devolver a mesma goleada sobre o Barcelona em 1995. Sua ida, uma reação do Real ao sucesso do Barça, foi provavelmente motivada pela insatisfação de ter sido deixado de fora da decisão europeia — Cruijff preferira preencher a vaga de três estrangeiros na final com Romário, Koeman e Stoichkov.
Cruijff, entretanto, plantara no Barça a filosofia que depois caracterizaria o clube e que ele já fizera no Ajax, a valorização das categorias de base. O clube seguiria a receita mesmo após a saída do treinador, e hoje sua academia conta com doze equipes, cada uma com até 24 jogadores. A maioria dos técnicos são licenciados pela UEFA para dirigir as categorias inferiores do Barça, consideradas as maiores produtoras de jogadores de alto nível, chegando a levar até 15 anos para formar um atleta.
Josep Guardiola, Albert Ferrer, Carles Busquets, Thomas Christiansen e Sergi Barjuan, além de seu filho Jordi, foram todos garotos levados diretamente por Cruijff ao time principal. Guardiola sintetizou a ideologia de seu ex-treinador, seguida até hoje pelo clube:

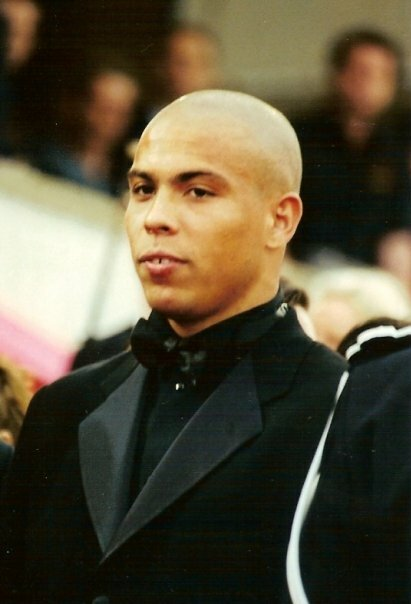
Ronaldo, que realizou uma única e inesquecível temporada no clube

| “ | "os jogadores têm de pensar rápido e jogar com inteligência, sempre sabendo qual será o próximo passe (…). É assim que aprendemos a jogar e que o público espera que joguemos: de forma atraente, mas sem perder a eficiência (…). Cruijff (…) nos ensinou a jogar movimentando a bola rapidamente. Ele só usava jogadores de grande técnica. Quando procuramos por jogadores, ainda queremos essas qualidades". | ” |

### Três anos levantados, quatro caídos (1996–2003)
Cruijff foi brevemente substituído por Bobby Robson, que tomaram a cargo do clube para uma única temporada em 1996–97. Ele recrutou Ronaldo, outro promissor brasileiro a chegar do PSV Eindhoven. Na Catalunha, o jovem virou El Fenómeno e teve uma temporada arrasadora, em que marcou 34 gols apenas no Campeonato Espanhol, justamente o título que faltou — naquela temporada, o Barça ganhou a Taça do Rei, a Super Taça da Espanha e a Super Taça Europeia (com gol dele na decisão contra o Paris Saint-Germain). O brasileiro, assim como Diego Maradona e Romário, acabaria tendo uma passagem marcante e fugaz: após Núñez recusar-se a aumentar seu salário, como também fizera com Schuster e Stoichkov, os empresários do jogador o venderam à Internazionale, que já o desejava anteriormente.
Quem ocupou o espaço deixado por Ronaldo foram novos heróis: seus compatriotas Giovanni (que chegara à equipe meses antes do Fenômeno) e Rivaldo, o português Luís Figo e o espanhol Luis Enrique, que superara a desconfiança inicial dos culers por ter vindo do Real Madrid. O treinador era outro neerlandês, Louis van Gaal. Após quatro anos de espera, a Liga Espanhola foi novamente conquistada. A temporada que marcaria o centenário do clube, a de 1998/99, contou com o reforço de uma revelação na Copa do Mundo FIFA de 1998, Patrick Kluivert. A partida que celebrou a comemoração de 100 anos da fundação foi jogada contra nada menos que a Seleção Brasileira, em 28 de abril. O jogo festivo terminou em 2–2, marcando também um reencontro da torcida com os ídolos Ronaldo e Romário, que jogaram pelo Brasil, bem como os atletas do clube Rivaldo e Giovanni.[carece de fontes?]

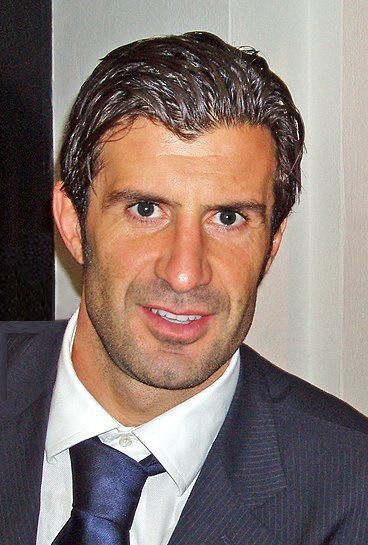
A saída de Luís Figo para o Real Madrid, em 2000, traumatizou o Barcelona. Tornou-se um dos mais detestados pela torcida, que antes o Idolatrava

O título espanhol foi conquistado e Rivaldo, premiado com a Bola de Ouro e o Melhor do Mundo da FIFA. Todavia, um mesmo incômodo tido quarenta nos antes novamente rondava: o clube não se saía bem na Liga dos Campeões e veria o rival Real Madrid voltar a faturá-la, em 1998 e 2000. Neste ano o Barça perdeu o campeonato espanhol. Van Gaal, contestado pela crescente colônia de compatriotas que formara na equipe — Michael Reiziger, Winston Bogarde, Marc Overmars, Frank de Boer, Ronald de Boer, Phillip Cocu, Ruud Hesp e Boudewijn Zenden, além de Kluivert e de Jari Litmanen, finlandês que treinara no Ajax -, acabaria deixando o time, e Núñez, a presidência.
As partidas dos dois foram nada comparada com a de Luís Figo. Capitão do elenco e jogador mais popular da torcida, que o tinha como símbolo, foi comprado pelo Real Madrid de Florentino Pérez para a temporada 2000/01, no que foi um verdadeiro choque para todo o mundo, especialmente para o clube. O recém-eleito presidente Joan Gaspart jamais superaria o trauma. Figo sentiria na pele o ódio que criou na Catalunha: em um de seus retornos ao Camp Nou, atuando pelo Real em um El Clásico, foi recepcionado em campo com uma chuva de objetos que incluíam correntes de bicicleta, bolas de golfe, garrafas de vidro, celulares, chaves de fenda e os mais macabros — as cabeças de um galo e de um porco assado.
Por três anos, o Barça voltou a viver um declínio, notado tanto no elenco remanescente quanto nas novas contratações do período, como Simão Sabrosa, Javier Saviola, Geovanni, Fábio Rochemback, Philippe Christanval, Patrik Andersson, Francesco Coco, Gaizka Mendieta, Juan Román Riquelme e Juan Pablo Sorín. Já os merengues atraíam títulos e mídia com as contratações chamadas "galáticas", sendo nesse ínterim duas vezes campeão espanhol além de ganhar, em 2002, novamente a Liga dos Campeões, inspirado por um dos astros comprados, o francês Zinédine Zidane — para piorar, o arquirrival passou à final eliminando o Barça nas semifinais, com um empate em 1–1 em Madrid precedido por um 2–0 em pleno Camp Nou.
Outro galáctico foi o ídolo Ronaldo, que veio meses depois, após grande Copa do Mundo FIFA de 2002. Rivaldo deixara o clube rumo ao Milan pouco antes, insatisfeito com a volta do desafeto Van Gaal. A temporada 2002–03 terminou péssima, com Van Gaal sendo demitido em seu decorrer, sem a classificação para a Liga dos Campeões — a equipe teria de contentar-se em disputar a Taça da UEFA na seguinte.
Paralelamente, foi a contratação de um terceiro galático, David Beckham, ao fim do esquecível 2002/03, que acordaria o Barcelona. Tudo porque o jogador era uma promessa de campanha do novo presidente, Joan Laporta, que, sem o inglês, partiu para o plano B: Ronaldinho Gaúcho.

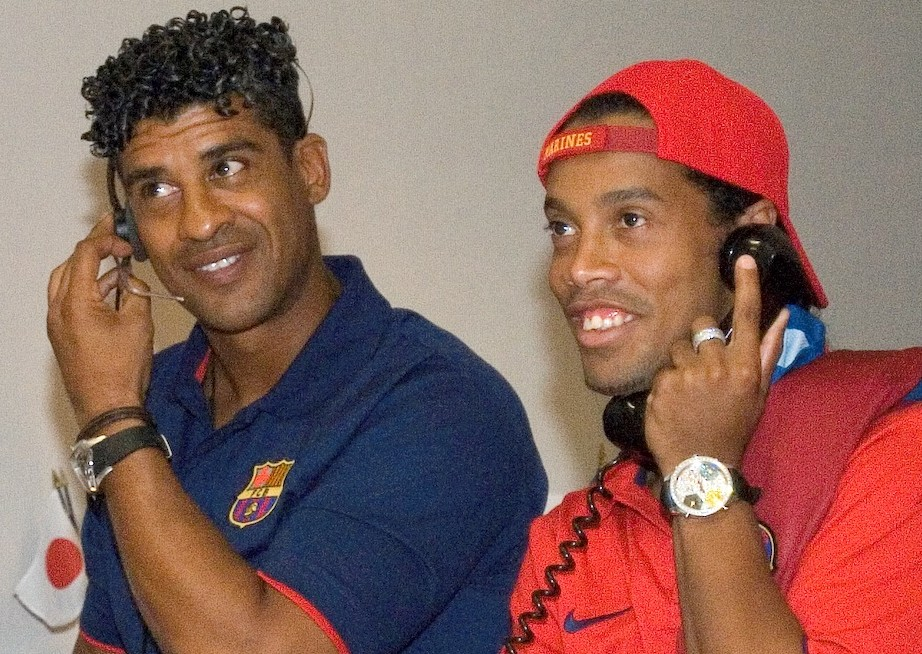
Frank Rijkaard e Ronaldinho Gaúcho sorrindo: nos melhores dias de ambos, o Barcelona se reergueu

### Era Rijkaard e Ronaldinho (2003–08)
Embora tivesse melhores propostas do próprio Real Madrid e do Manchester United, Ronaldinho escolheu Barcelona, onde poderia atuar sob menos pressão e ser o único astro. Junto com ele veio um novo treinador, Frank Rijkaard, indicado por seu compatriota Cruijff. Rijkaard viera para substituir o sérvio Radomir Antić, por sua vez contratado para substituir Van Gaal.
Ronaldinho demoraria a engrenar em sua primeira temporada devido a contusões; no primeiro turno, o time termina apenas em sétimo, com Rijkaard ameaçado de demissão. A reação viria na metade da Liga Espanhola, em que ele conduziu uma grande reação do Barça a um segundo lugar — o título ficou com o Valencia. Ofuscou até os outros reforços da temporada, que, à exceção do mexicano Rafael Márquez, não vingariam no clube: o meia português Ricardo Quaresma, o goleiro turco Rüştü Reçber e o neerlandês Edgar Davids. Ao fim da temporada, o elenco renovou-se, marcando-se a saída da maior parte dos neerlandeses — além do próprio Davids, Kluivert, Cocu, Reiziger, e Overmars, sobrando o técnico Rijkaard e Giovanni van Bronckhorst. Outro a sair foi o ídolo Luis Enrique, que se aposentou.

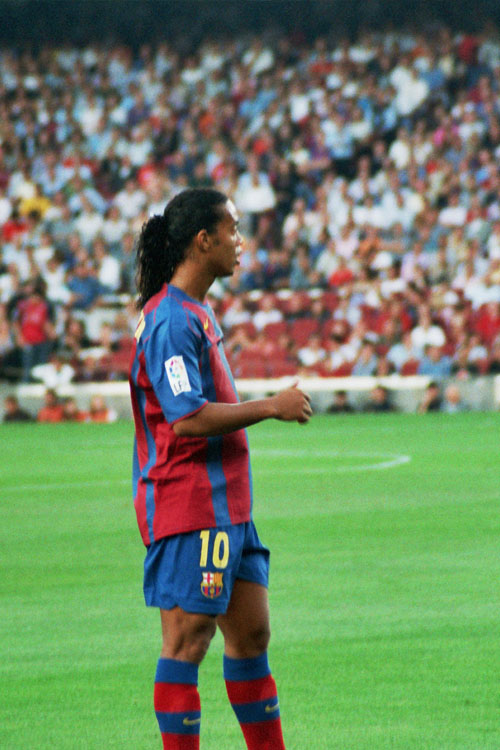
Ronaldinho na temporada 2004–05

A boa fase de Ronaldinho se manteve em 2004, com ele recebendo pela primeira vez o prêmio de melhor do mundo. Com uma colônia brasileira, composta ainda por Thiago Motta, Edmílson, Belletti, Sylvinho e o naturalizado português Deco, Ronaldinho liderou um time bem entrosado em dois títulos espanhóis seguidos, em 2005 e 2006. Motta era cria do clube, onde debutara profissionalmente em 2001. Edmílson viera credenciado com sua participação em três títulos franceses seguidos do Lyon, os primeiros da equipe; Belletti e Sylvinho, por destacadas participações nos espanhóis Villarreal e Celta de Vigo, respectivamente; Deco, por ser o comandante do Porto, surpreendente campeão da Liga dos Campeões da UEFA de 2003–04.
Em meio ao chamado Samba Team, destacou-se também a dupla ofensiva que Ronaldinho fazia com o camaronês Samuel Eto'o (astro do Real Mallorca, mas até então pertencente ao rival Real Madrid), completados pelo sueco Henrik Larsson e o francês Ludovic Giuly (destaque do Monaco vice-campeão da Liga dos Campeões), todos contratados naquela temporada, além dos espanhóis pratas-da-casa Xavi Hernández e o jovem Andrés Iniesta. Mais jovem ainda era a promessa argentina Lionel Messi, outro a vir das bases do clube.
O auge chegou na segunda temporada, em que o Barcelona, em sua campanha campeã da Liga Espanhola, bateu por 3–0 o Real Madrid em pleno Bernabéu. Ronaldinho teve um desempenho tão impressionante que, tão logo após marcar o terceiro gol em jogada individual na área adversária (semelhantemente ao segundo gol, também de sua autoria), foi aplaudido de pé pela torcida merengue. Na Liga dos Campeões da UEFA, o time chegou novamente à final após doze anos, batendo o Arsenal de virada por 2–1, com bastante torcida contra na decisão em Paris — o clube inglês era repleto de franceses, dentre eles Thierry Henry, além disso, Ronaldinho não teve passagem tão boa no clube da cidade, o Paris Saint-Germain.
Porém, a apagada atuação do astro na final (os gols foram marcados por Samuel Eto'o e o inesperado e improvável Belletti, em jogadas decisivas de Henrik Larsson) acabaria sendo um prenúncio de novo tempo de vacas magras. Após impressão péssima deixada na Copa do Mundo FIFA de 2006, Ronaldinho não conseguiu repetir com regularidade a fase assustadora de antes. A má fase incluiu uma surpreendente derrota na Copa do Mundo de Clubes da FIFA, para um rival pessoal do craque, que começara a carreira no Grêmio: o Internacional. A temporada se seguiu com o Barcelona, líder no Espanhol, acabar perdendo o título para o Real Madrid devido ao confronto direto (os dois times empataram em número de pontos, 76 cada. Porém, o Real Madrid ganhou no Santiago Bernabéu por 2–0 e empatou por 3–3 no Camp Nou). Ronaldinho, cada vez mais cedia sua posição de destaque para Messi.

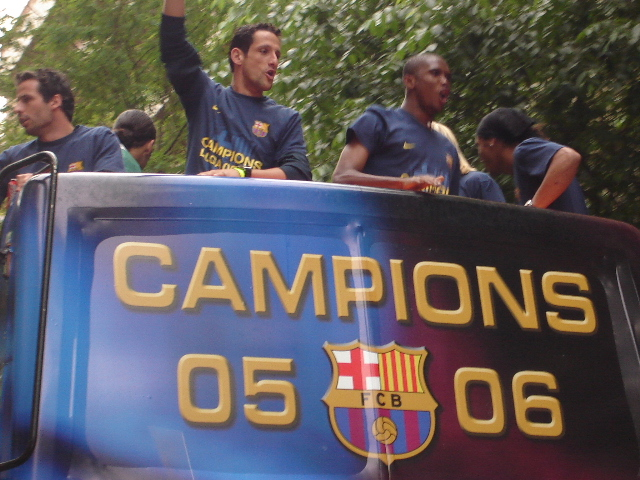
Os autores dos gols na final da Liga dos Campeões de 2006 em meio aos festejos: Belletti e Samuel Eto'o. O brasileiro foi o improvável herói da final, ao marcar o tento da vitória.

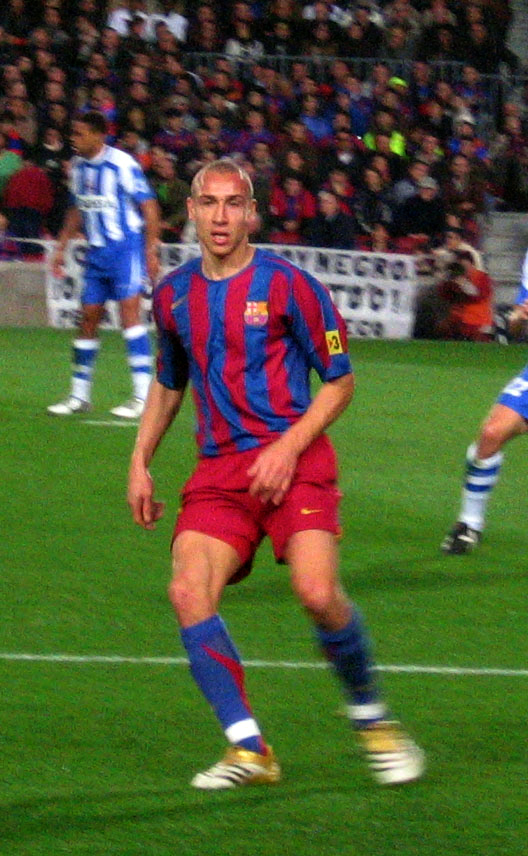
Henrik Larsson na vitoriosa temporada 2005–06. Foram dele e de um jovial Andrés Iniesta os dois passes para os gols na vitória contra o Arsenal na final da Liga dos Campeões.

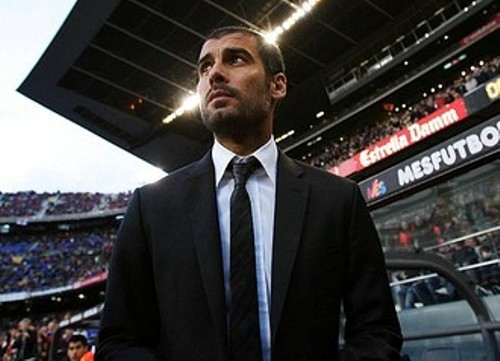
Josep Guardiola, treinador do clube entre 2008 e 2012

A temporada 2007–08, apesar da bombástica contratação do francês Thierry Henry, desejado pelo clube desde a anterior, foi uma repetição desta: um Barcelona apagadamente terceiro lugar no campeonato espanhol, com Real Madrid mais uma vez campeão. Na Liga dos Campeões, conseguiram alcançar as semifinais, porém foram eliminados pelo futuro campeão Manchester United. Ronaldinho, Deco e Rijkaard não sobreviveram e acabaram deixando o clube pela porta dos fundos (Ronaldinho e Deco caíram em autocomplacência depois da temporada 2005–06 e Rijkaard foi apontado como responsável por permitir que este comportamento dos brasileiros causasse desavenças no plantel).

### Pep Guardiola e o auge de Messi (2008–12)
A falta de conquistas quase custou o cargo de Joan Laporta na pré-temporada de 2008–09. Com o dinheiro das vendas dos inoperantes Ronaldinho, Deco, Lilian Thuram, Oleguer, Edmilson, Gianluca Zambrotta e Giovani dos Santos, o elenco foi renovado. A pedido do novo treinador, o ídolo Josep Guardiola, 90 milhões de euros foram gastos nas contratações de Alyaksandar Hleb, Daniel Alves, Gerard Piqué (cria do Barça que estava no Manchester United), Martín Cáceres e Seydou Keita. Os reforços, particularmente Daniel Alves e Piqué, somaram-se à base dos anos anteriores: Xavi, Andrés Iniesta, Víctor Valdés, Carles Puyol, Rafael Márquez, Samuel Eto'o, o mais aprimorado Lionel Messi e o meteórico Bojan Krkić, mostrando a grande utilização por parte de Pep Guardiola da chamada "La Masia", a academia de jovens jogadores do Barcelona.

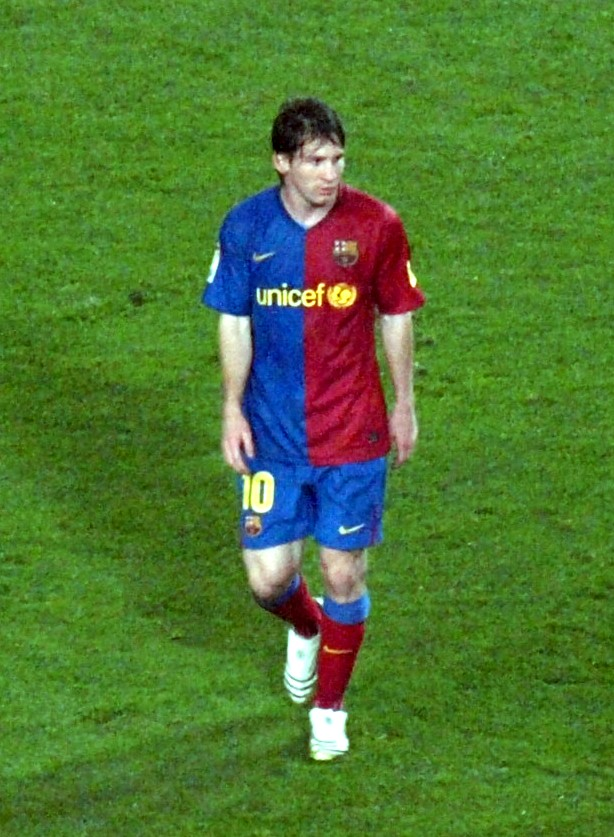
Lionel Messi, na vitoriosa temporada 2008–09, em que o Barça conseguiu a tríplice coroa. O argentino marcou o segundo gol na decisão do título mais importante, a Liga dos Campeões. Hoje já é considerado um dos maiores jogadores da história do futebol mundial.

Em 17 de janeiro de 2009, o Barça definiu o registro de pontos mais altos para a primeira metade de uma temporada na La Liga, alcançando 50 pontos fora de um eventual 57, com 16 vitórias, dois empates e apenas uma derrota, contra o Numancia no primeiro jogo da temporada (e vencendo o primeiro El Clásico da temporada contra o Real Madrid, 2–0 no Camp Nou). O clube também chegou à final da Copa do Rei pela primeira vez desde 1998. Seis dias depois, em 23 de janeiro, a IFFHS classificou o Barcelona em primeiro lugar em sua lista dos maiores clubes de futebol dos últimos 18 anos. O ranking foi determinado tendo em conta todos os resultados dos campeonatos nacionais, a taça competições nacionais, o clube das competições seis confederações continentais e da FIFA.
Em 14 de abril, o Barcelona estava qualificado para as semifinais da Liga dos Campeões da UEFA pelo segundo ano consecutivo, após derrotar o Bayern de Munique por 5–1 no agregado. O Barça encarou o Chelsea nas semifinais; na primeira partida, um empate sem golos em casa. Após o jogo, enfrentou Real Madrid, em um El Clásico vencido por humilhantes 6–2. Imediatamente após a vitória histórica sobre os seus maiores rivais, o Barcelona jogou contra o Chelsea na segunda etapa das semifinais da Liga dos Campeões. O Chelsea levou o jogo em Stamford Bridge 1–0 desde o início da partida, quando Iniesta marcou o gol do empate classificador aos 48 minutos do segundo tempo. As duas saborosíssimas vitórias não passariam despercebidas nas maternidades de Barcelona nove meses depois, onde notou-se um aumento da média de partos por dia. O "fenômeno" receberia o nome de "geração Iniesta", em alusão ao autor do dramático gol contra o Chelsea.

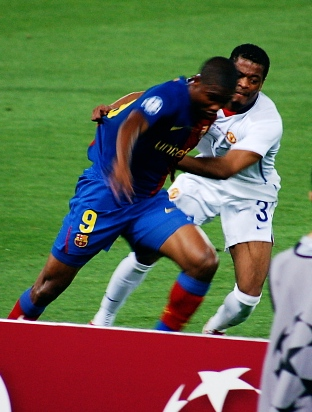
O ídolo Samuel Eto'o em sua última partida pelo Barça, na vitoriosa final da Liga dos Campeões da UEFA em 2009, em que ele marcou o primeiro gol.

Em 13 de maio, o Barcelona venceu o Athletic Bilbao 4–1 no estádio Mestalla para ganhar a Copa do Rei. Após alguns dias, o Barcelona confirmou o já esperado título da La Liga. O clube tinha então a oportunidade de ser o primeiro da Espanha a conquistar a tríplice coroa: vencer o campeonato espanhol, a Copa do Rei e a Liga dos Campeões da UEFA em uma mesma temporada. O que foi conseguido duas semanas depois, no dia 27 de maio, em que o Barcelona derrotou o Manchester United, no Olímpico de Roma, com um 2–0 selado pela nova estrela do time, Messi. A partida também marcou a saída do ídolo Eto'o, que possuía problemas de relacionamento com o técnico Pep Guardiola. Ele foi cedido à Internazionale em uma troca que envolveu o astro da equipe italiana, o sueco Zlatan Ibrahimović.
Em 19 de dezembro, em seu ano mais vitorioso, o Barcelona conseguiu o título que lhe faltava, a Copa do Mundo de Clubes da FIFA: após ser derrotado pelas equipes brasileiras do São Paulo em 1992 e do Internacional em 2006, bateram de virada, na prorrogação, os argentinos do Estudiantes. Lionel Messi, autor do gol da vitória, acabaria eleito dois dias depois o Melhor Jogador do Mundo pela FIFA no ano.
A temporada 2009–10 foi marcada pela grande disputa com o Real Madrid pelo título da Liga Espanhola (com o Barça conquistando o título apenas na última rodada e somando impressionantes 99 pontos, além de vencer os dois clássicos contra o grande rival, 1–0 no Camp Nou e 2–0 no Santiago Bernabéu), a incrível ascensão de Pedro (outro jogador "Made in La Masia"), Messi tornando-se ainda mais goleador (devido ao fracasso de Ibrahimović em cumprir essa função) e pela segunda temporada seguida jogando mais de 50 jogos sem sofrer contusões, os problemas físicos de Andrés Iniesta (desde o jogo contra o Chelsea em 2008–09) e Xavi cada vez mais líder do time no meio-campo. Na Copa do Rei, foi eliminado pelo Sevilla, o primeiro sinal de que o plantel não suportaria a carga de jogos e a incrível perseguição do Real Madrid na Liga.
Na Liga dos Campeões, demonstrou grande força ao chegar às semifinais. Porém, foram eliminados mais uma vez pelo futuro campeão da competição, desta vez a Inter de Milão, sem conseguir reverter o placar obtido pela equipe italiana no duelo de Milão, partida marcada por arbitragem bastante questionada. As contusões de Iniesta e o curto plantel para esta temporada (obrigando Xavi e Messi a jogarem sem descanso) fizeram o Barça sucumbir nesta competição. Ainda assim, o clube forneceu sete jogadores à Seleção Espanhola que seria campeã, pela primeira vez, na Copa do Mundo FIFA de 2010, sendo que todos vieram das categorias de base blaugranes: Carles Puyol, Andrés Iniesta (autores dos gols decisivos, na semifinal e na final, respectivamente), Xavi e Gerard Piqué foram titulares, sendo campeões juntamente com Víctor Valdés, Sergio Busquets e Pedro (os dois últimos, revelações da temporada anterior). Também saídos das canteras do clube, Cesc Fàbregas e Pepe Reina foram outros campeões da Furia. Outro campeão culé foi o artilheiro David Villa, negociado junto ao Valencia logo antes do início do torneio.
Ao final da temporada, ocorreram as eleições para presidente do clube. Sandro Rosell (vice de Laporta até 2005) foi eleito para um mandato de seis anos com 61,35% dos votos (com participação de 57 mil sócios do clube, recorde histórico). Ele foi seguido por 14,09% de Agustí Benedito, 12,29% de Marc Ingla e 10,80% de Jaume Ferrer, o candidato indicado por Joan Laporta. Um claro sinal de que resultados incríveis dentro de campo não justificam ou apagam atitudes equivocadas do agora ex-presidente (como a espionagem de futuros adversários políticos, acordos comerciais no Uzbequistão, uma ditadura, o que vai contra os valores democráticos do Barcelona, assim como o aumento excessivo dos gastos do Clube). Sócios do Clube conseguiram acesso à auditoria que comprovava tais problemas.
Após doze rodadas do Campeonato Espanhol e vivos na Copa do Rei e Liga dos Campeões, o Barcelona finalmente enfrentou o Real Madrid. Após uma semana tensa, devido às pressões dos principais jornais de Madrid (que declaravam mais uma vez o fim da superioridade culé na Espanha, desta vez com a chegada de José Mourinho aos merengues), o Barcelona repetiu o Dream Team de 1994 e humilhou o rival com um 5–0. Passado uma semana, o Barcelona fez outra vez história: os três finalistas ao prêmio de melhor do mundo eram jogadores do clube: Xavi, Iniesta e Messi.
No final da temporada 2010–11, O Barcelona alcançou as semifinais da Liga dos Campeões e a Final da Copa do Rei, sendo que na duas competições teria que enfrentar o próprio Real Madrid (antes destes três confrontos, empatou em 1–1 no Santiago Bernabéu pelo Campeonato Espanhol). Após perder para os merengues a Copa do Rei na prorrogação (1–0), o Barcelona eliminou o Real Madrid da Liga dos Campeões, e repetiu a final de 2009 contra o Manchester United no Estádio de Wembley. Na partida contra o Levante (1–1), o Barça confirmou o tricampeonato espanhol. Na final da Liga dos Campeões da UEFA de 2010–11, o Barcelona venceu o Manchester United por 3–1 e obteve o tetracampeonato europeu.

Na temporada 2011–12, Barcelona reforçou o seu plantel com o atacante chileno Alexis Sánchez (transferido da Udinese por 37 milhões de euros, sendo 11 milhões condicionados com os títulos do Barcelona), a tão sonhada contratação de Cesc Fàbregas (transferido do Arsenal por 40 milhões de euros, sendo 6 milhões de euros condicionados com os títulos do Barcelona) e o desenvolvimento espetacular de Thiago Alcântara, jogador até então do Barcelona B, durante a Euro-21 (sendo campeão pela Espanha) e a copa Audi (sendo eleito melhor jogador do torneio).

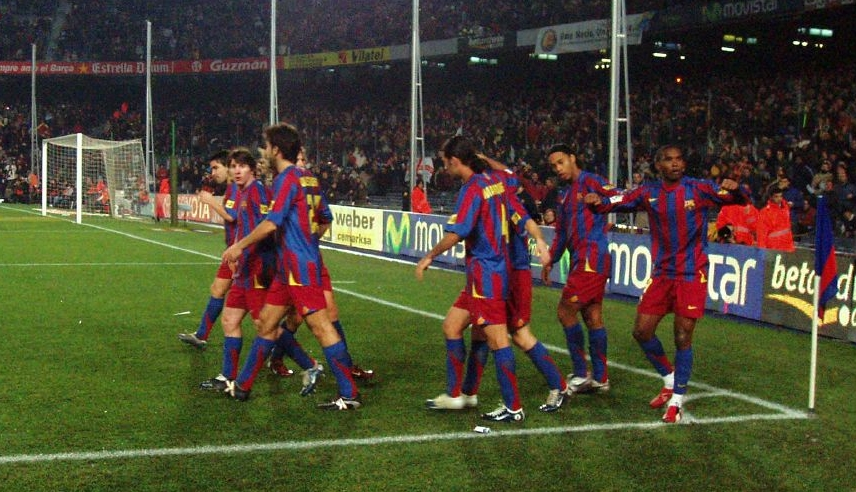
Jogadores do Barcelona

No dia 17 de agosto de 2011, o Barcelona levantou a Supercopa da Espanha após ganhar novamente o Real Madrid por 3–2, no Camp Nou e empatar em 2–2, no Santiago Bernabéu. Em 26 de agosto de 2011, o Barça voltou a ganhar um troféu, desta vez a Supercopa da UEFA de 2011, derrotando o Porto por 2–0. No dia anterior ao jogo, o argentino ganhou o primeiro Prêmio "Melhor jogador da Europa" concedido pela UEFA.
No dia 10 de dezembro de 2011, o Barcelona enfrentaria o Real Madrid em Santiago Bernabéu pela La Liga no último jogo antes do embarque para a disputa do Copa de Mundo de Clubes de Fifa no Japão. O Barcelona venceu por 3–1. Venceu a Copa do Mundo de Clubes da FIFA de 2011. O clube ainda levou o fair play, e Messi e Xavi levaram a Bola de Ouro e Prata, respectivamente.
No dia 22 de dezembro, o Barcelona aplicou sua maior goleada na era Guardiola, 9–0 em cima do L´Hospitalet pelas oitavas de final da Copa do Rei.
No dia 27 de abril de 2012, após a eliminação na semifinal da Liga dos Campeões da UEFA contra o Chelsea e a perda da La Liga para o Real Madrid, Pep Guardiola anunciou que deixaria o Barcelona após quatro anos no cargo de muitas conquistas. Ele, porém, ainda pôde conquistar um título a mais com a equipe, a Copa do Rei, seu último título com o Barcelona após esse longo período de glórias com o clube.
Tito Vilanova, ex-assistente técnico de Guardiola, assumiu o cargo de treinador do clube.
Era Vilanova, Messi começa a se lesionar e os primeiros problemas de elenco aparecem (2012–13)
Apos assumir o cargo de treinador da equipe Tito Vilanova a equipe e Messi conseguiram grande sucesso no começo da temporada com Messi marcando muitos gols e aniquilando recordes chegou a marca de 91 gols no ano de 2012. Porém, conforme o desenrolar da temporada a equipe veio se desgastando e tendo cada vez mais seu futebol estudado e por muitas vezes anulado, outro fator negativo foram as continuas ausências de Tito Vilanova como treinador da equipe pelo fato dele estar a fazer um tratamento contra um câncer na garganta ele permaneceu no cargo até julho de 2013 quando, por questões de saúde, teve de se afastar definitivamente do comando técnico, falecendo de câncer na garganta no dia 24 de abril de 2014.
A La Liga daquele ano ficou marcada na história do clube por ser a primeira a ser ganha com 100 pontos igualando o recorde do Real Madrid de 2011–12 no dia 11 de maio de 2013, com o tropeço do Real Madrid diante do Espanyol, o Barcelona foi campeão sem entrar em campo e conquistou a Liga pela 22ª vez, primeiro título com o técnico Tito Vilanova.
Na Champions League fez alguns bom jogos a exemplo do jogo de volta contra o Milan no Camp Nou onde eles reverteram uma desvantagem de 2–0 estabelecida no San Siro porem em 1 de maio de 2013 o Bayern de Munique visitou o Barcelona e eliminou o time catalão na semifinal da UEFA Champions League. Após golear por 4–0 na partida de ida, o time alemão voltou a vencer com propriedade o adversário que estava sem seu camisa 10, Lionel Messi que não jogou devido a uma lesão. O Bayern venceu por 3–0 no Camp Nou e garantiu presença na final para disputar o título contra o Borussia Dortmund. Essa foi a maior derrota da chamada "era Messi" no Barcelona. O placar foi igual ao do revés para o Dínamo de Kiev, na Liga dos Campeões de 1997, e também da final da Champions de 1994, contra o Milan. O último 4–0 que o Barça havia sofrido havia sido em 10 de maio de 2007, quando perdeu para o Getafe, pela Copa do Rei.

### Era Martino, Neymar brilha no time e as intermináveis lesões de Messi (2013–14)

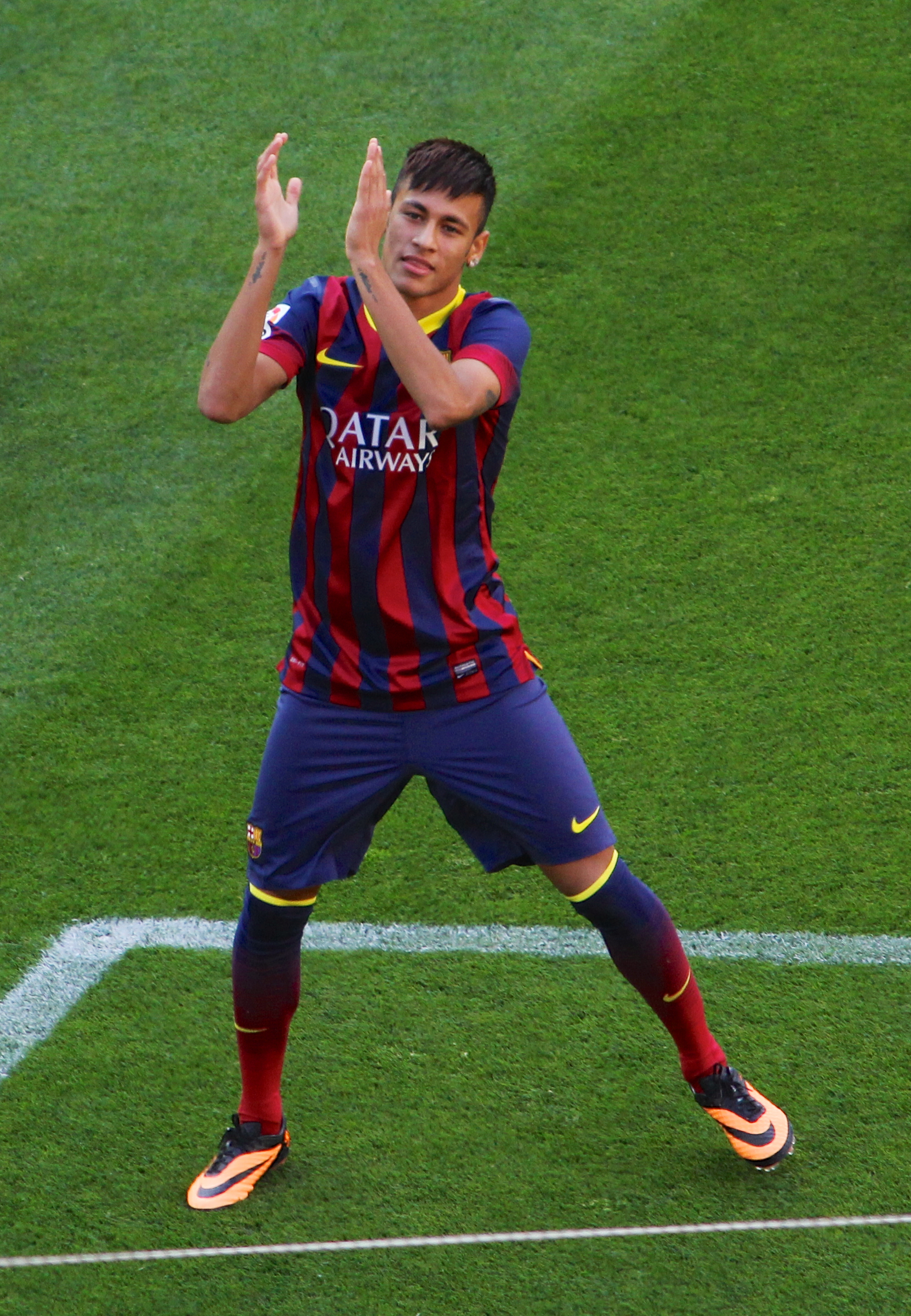
Neymar, maior revelação do futebol Brasileiro dos últimos anos

Em 23 de julho de 2013 o argentino Gerardo Martino foi anunciado oficialmente como treinador por duas temporadas.

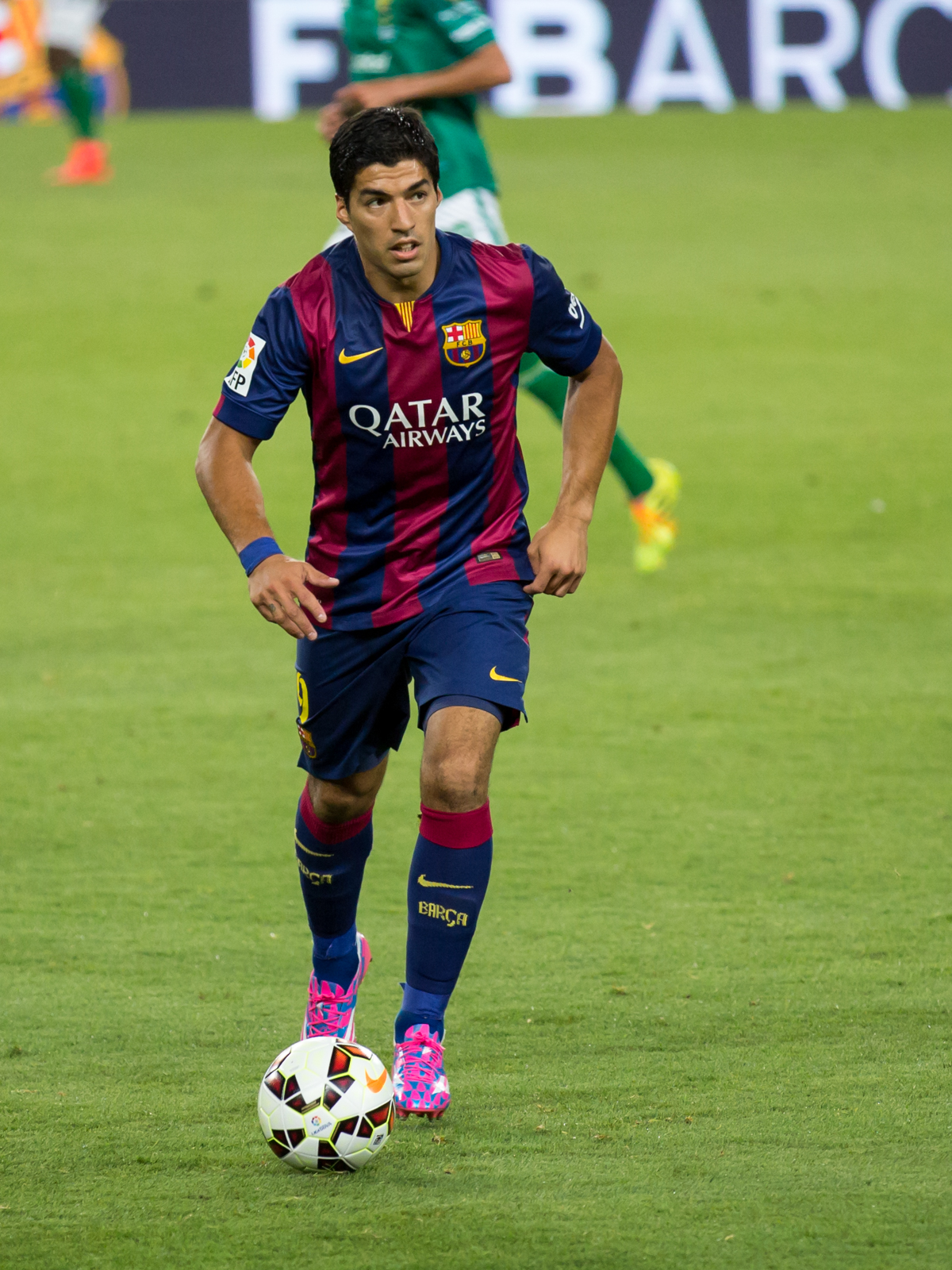
Luis Suarez em ação na temporada 2014/15

Neymar deixou o Santos em 1 de junho, time em que estava atuando desde as categorias de base e assinou contrato com o clube catalão. O Barcelona revelou que pagou 57 milhões de euros, cerca de 159 milhões de reais, para ter o atacante Neymar no Camp Nou. A taxa de transferência foi confirmada pelo vice-presidente do clube catalão, Josep Bartomeu, que também revelou o valor da multa rescisória do contrato de cinco anos com o brasileiro: 190 milhões de euros.
Com a chegada do brasileiro o Barcelona passou a utilizar pela primeira vez uma formação com três atacantes: Lionel Messi, Neymar e Alexis Sanchez. Em setembro os Blaugarnas conseguiram conquistar a Supercopa da Espanha contra o Atlético de Madrid. Ao longo da temporada o clube acabou eliminado da Liga dos Campeões da UEFA nas quartas de final para o Atlético e perderam na final da Copa do Rei para o rival Real Madrid. O título espanhol também não veio com o Barça terminando em 2° colocado.
Foi de longe a pior temporada da "Era Messi" não conquistando nenhum título, tirando a Supercopa da Espanha que e um título referente a temporada anterior, as constantes péssimas decisões técnicas de Tata Martino as lesões de Messi e o crescente problema do time de reinventar o seu estilo de jogo fizeram desta temporada um grande fracasso o time ainda viu seu maior rival o Real Madrid derrotá-los na final e conquistar a Copa do Rei e de quebra a "La Decima", conquistando a Liga dos Campeões da UEFA depois de um jejum de doze anos sem conquistar o troféu.

### Luis Enrique assume o Barça, MSN conquista a Tríplice Coroa, Doblete e Tri da Copa do Rei (2014–17)
Em 19 de maio de 2014 Luis Enrique Martínez García foi anunciado como treinador do Barcelona por duas temporadas.
Em 11 de julho o Barcelona anunciou a contratação do atacante Luis Suárez junto ao Liverpool pelas próximas cinco temporadas, que passou a utilizar a camisa número nove.
Depois de uma temporada 2013–14 sem conquistas expressivas, o Barcelona voltou a viver uma temporada gloriosa em 2014/15, na qual contou com um super time, liderados por um ataque imbatível formado por Messi, Neymar e Suárez. O trio foi responsável por incríveis 122 gols na temporada. Além dos três atacantes, o time do Barcelona contou com a genialidade de Iniesta, Ivan Rakitić, Daniel Alves e companhia para conquistarem a tríplice coroa. A primeira conquista da temporada foi a La Liga. Messi marcou o gol que garantiu o título e deu a vitória sobre o Atlético de Madrid por 1–0. A segunda conquista foi a Copa do Rei. Messi e Neymar marcaram os gols da vitória sobre o Atlhetic de Bilbao por 3–1 na final da competição. Messi foi indicado ao Prémio FIFA Ferenc Puskás com um de seus dois gols marcados nesta partida, já Neymar causou polêmica ao aplicar uma "lambreta" no zagueiro Bustinza da equipe rival. Esse drible é considerado desrespeito ao rival em Bilbao. O craque foi duramente criticado pelo ocorrido, inclusive pelos colegas de equipe. Para fechar a temporada faltava o título mais importante: A Liga dos Campeões. Após eliminarem o PSG com duas vitórias (3–1 no Parc des Princes e 2–0 no Camp Nou) nas quartas e o Bayern de Munique na semifinal (3–0 no Camp Nou e derrota por 3–2 na Allianz Arena), o favoritismo era do Barcelona. Mas alguns otimistas apostavam na Juventus, que havia surpreendido o Real Madrid e o Borussia Dortmund em sua campanha. O palco da final foi o Estádio Olímpico de Berlim. Logo aos 4' minutos jogados de partida, Neymar iniciou a jogada, e Iniesta tocou para Rakitić abrir o placar: 1–0 Barça. Durante toda a primeira etapa o Barcelona mandou nas ações do jogo, mas no segundo tempo, após um cochilo sofreram o empate, que acordou a Juventus. Mas mesmo assim o clube catalão soube aproveitar os vacilos do adversário e definiu a vitória. Suárez e Neymar marcaram, dando a vitória ao Barcelona pelo placar de 3–1.
Em agosto o Barcelona conquistou seu quarto título no ano. A vitória épica pelo placar de 5–4 sobre o Sevilla garantiu a conquista da Supercopa da UEFA. Entretanto a derrota por 4–0 para o Atlhetic Bilbao tirou todas as expectativas de repetir um ano perfeito, como em 2009, quando os "blaugranas" conquistaram os seis títulos que disputaram. Em dezembro o clube fechou o ano com a conquista do Mundial de Clubes da FIFA. Suárez marcou cinco dos seis gols do Barcelona e foi eleito o melhor jogador da competição. O Barcelona nesse mundial ganhou de 3–0 tanto do Guangzhou quanto do River Plate.
No Campeonato Espanhol o clube teve algumas dificuldades no começo com uma derrota para o Celta de Vigo por 4–1, e o afastamento de Messi por dois meses, devido a uma lesão. Entretanto graças ao sucesso da dupla Neymar e Suárez o clube alcançou bons resultados e estabilidade na Liga e também na Liga dos Campeões. Com a volta de Messi as vitórias seguiram, e o Barça alcançou a liderança do campeonato. No dia 21 de novembro o Barça voltou a golear o rival no Santiago Bernabéu. Com grandes atuações de Iniesta, aplaudido pela torcida, Neymar e Suárez, o clube catalão goleou o Real Madrid por 4–0 pela décima segunda rodada da Liga. A última vitória expressiva do Barça no rival em Madrid, havia sido em 2009, quando o clube aplicou um humilhante 6–2 no rival. Outros jogadores como Cruyff e Ronaldinho já conseguiram a proeza de serem aplaudidos no Santiago Bernabéu.
Na Copa do Rei o Barcelona chegou a final depois de uma campanha invicta até a semifinal, com seis vitórias e um empate em sete jogos. O Barça eliminou o Espanyol nas oitavas de finais, e o Athletic Bilbao. Na semifinal, em 3 de fevereiro de 2016,  aplicou uma goleada sonora de 7–0 no Valencia, com quatro gols de Suárez e três de Messi, e na final, em 21 de maio de 2016, foi jogar contra o Sevilha, o primeiro gol foi sair apos 97 minutos longos de jogo sem nenhum gol, Jordi Alba marca o primeiro gol da final, e depois, nos ultimos minutos de prorrogação Neymar marca o 2 gol da final, terminando 2–0, conquistando mais um titulo.

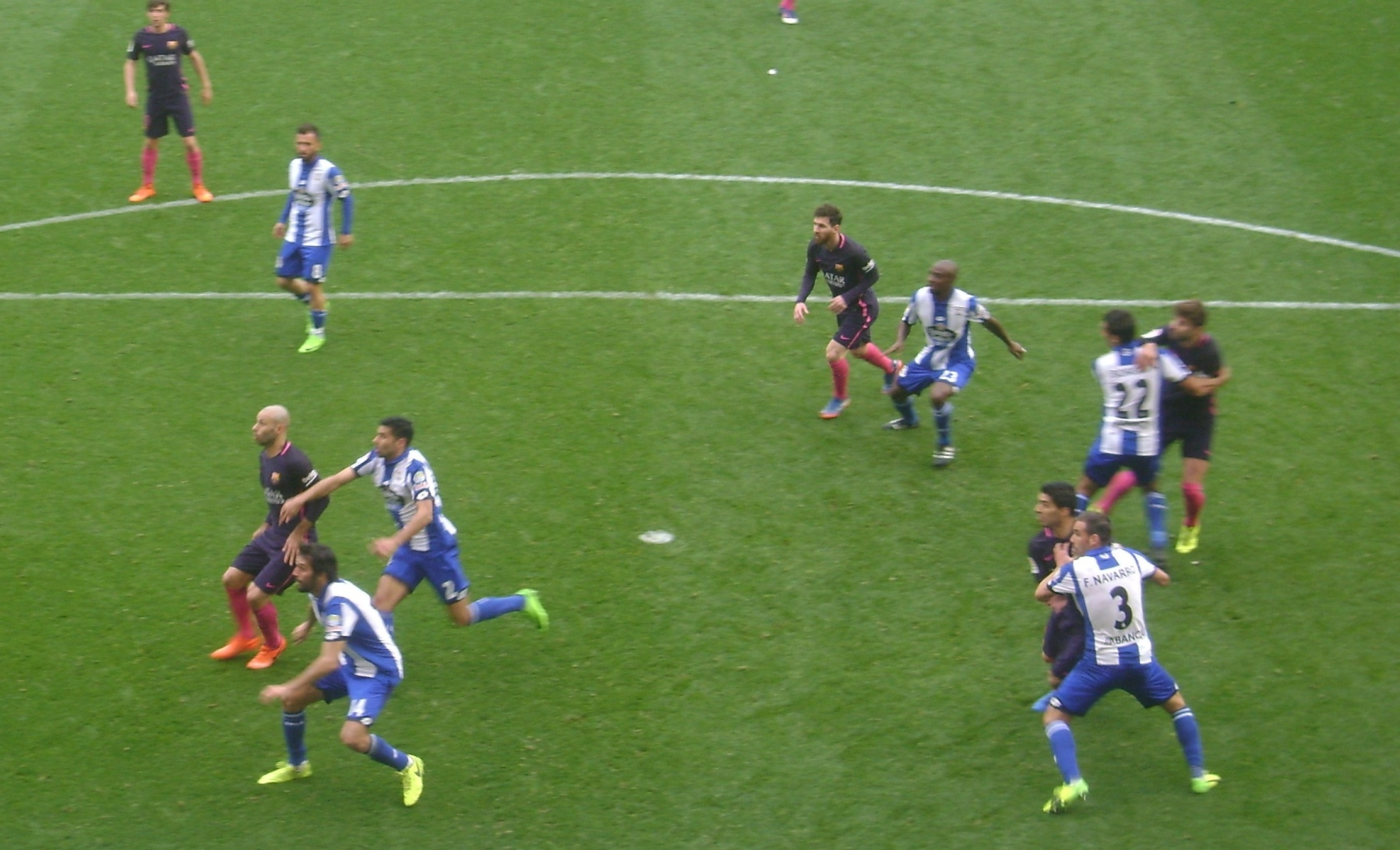
Jogo disputado entre o Deportivo de La Coruña e o FC Barcelona. Na imagem aparecem Denis Suárez, Javier Mascherano, Leo Messi, Luis Suárez e Gerard Piqué.

Na Liga dos Campeões 2015–16 o Barcelona não teve muitas dificuldades para superar todas as equipes de seu grupo e terminar a primeira fase na primeira colocação deste. Apesar da ausência de Messi em algumas partidas, o Barça conseguiu emplacar uma sequência de quatro vitórias seguidas sobre o Bate Borisov (2–0 e 3–0), Bayer Leverkusen (2–1) e Roma (6–1). Nas oitavas de finais o clube catalão tratou de despachar o Arsenal, da Inglaterra. Com uma vitória fora de casa por 2–0, com dois gols de Messi, o Barça praticamente selou sua classificação para a próxima fase. No jogo de volta, podendo perder por até um gol de diferença o clube soube administrar a vantagem e derrotou o rival por 3–1, com gols de Neymar, Suárez e Messi, alcançando então a incrível marca inédita de 38 jogos consecutivos sem perder na temporada. Nas sequência da competição o Barcelona acabou eliminado pelo clube do Atlético de Madrid nas quartas das finais. Apesar de ter entrando como favorito a conseguir uma vaga na semifinal, o Baça teve bastante dificuldade para sair com a vitória no Camp Nou, pelo placar de 2–1 depois da expulsão de Fernando Torres. No jogo de volta o Barça voltou a mostrar fragilidade, e acabou derrotado pelo time colchonero por 2–0 no dia apagado do trio MSN.
A incrível sequência invicta do Barça teve fim na partida contra o seu maior rival pelo Campeonato Espanhol. Em pleno Camp Nou o Barcelona foi derrotado pelo Real Madrid de virada com gol decisivo de Cristiano Ronaldo. Na rodada seguinte o Barcelona empatou com Villarreal por 2–2, e perdeu para o Valencia, ficando com a liderança do Espanhol ameaçada, com a aproximação dos rivais Atlético de Madrid e Real. O Barça voltou a vencer na partida contra o Deportivo La Coruña, aplicando uma goleada sonora de 8–0, com show de Luis Suárez, autor de quatro gols. Ao final desta temporada o Barça conquista o bicampeonato espanhol e o bi da Copa do Rei, com uma vitória sobre o Sevilla na final por 2–0.
A temporada 2016–17 começou com a conquista da Supercopa da Espanha em duas partidas contra o Sevilla, nas quais o clube blaugrana venceu nas duas ocasiões sem tomar gol: 2–0 na ida e 3–0 na volta. O turco Arda Turan, que veio do Atlético de Madrid, foi o artilheiro da Supercopa com os dois gols que marcou na última partida.
Na primeira rodada da fase de grupos da Liga dos Campeões da UEFA, o Barcelona goleou o Celtic, da Escócia, pelo placar de 7–0 no Camp Nou, com grande atuação de Neymar e Messi. O camisa 11, Neymar foi autor de um belíssimo gol de falta, deu quatro assistências e Messi marcou um hat-trick. Além deles, Luis Suárez e Andrés Iniesta completaram a goleada com dois golaços. Pela 3° rodada o Barcelona enfrentou o embalado Manchester City de Josep Guardiola, no que era considerado o confronto mais aguardado da fase de grupos da Champions, mesmo assim o Barça não teve dificuldades para superar o adversário no Camp Nou, e venceu a partida pelo placar de 4–0, com outro hat-trick de Messi e um golaço de Neymar.
No primeiro clássico da temporada 2016–17, Barcelona e Real Madrid ficaram no empate por 1–1 em pleno Camp Nou, resultado que foi ruim para os catalães, que precisavam da vitória para diminuir a distância em relação ao rival, que estava na liderança do Campeonato Espanhol.
Em 1 de fevereiro, o Barcelona derrotou o rival Atlético pela semifinal da Copa do Rei. O Barça venceu por 2–1 em pleno Vicente Calderón, com gols de Suárez e Messi. No jogo da volta, no dia 8 de fevereiro, empate em casa por 1–1 e o Barça garantiu seu lugar na final da competição.
Nas oitavas de final da Liga dos Campeões, o Barcelona fez história ao conseguir a virada mais improvável da história da competição em um dos jogos mais emblemáticos da história do futebol. Em 14 de fevereiro, no jogo de ida, o Barça foi goleado pela equipe do Paris Saint-Germain em uma das piores partidas do clube na temporada: revés de 4–0 no Parc des Princes. Mas no jogo da volta, no dia 8 de março, o clube blaugrana surpreendeu aos espectadores do mundo todo com uma vitória dramática e emocionante por 6–1. A partida estava 3–1 até os 88 minutos, quando Neymar puxou a reação do Barcelona e marcou um belo gol da falta. Dois minutos depois, Neymar fez de pênalti e deixou o cenário do Camp Nou com uma atmosfera nunca antes vista. Três minutos depois, nos acréscimos, Neymar cruzou e Sergi Roberto selou a classificação inesperada do time azul grená.
Nas quartas de final o Barça acabou não tendo a mesma sorte. Diante da sólida defesa da Juventus o clube não conseguiu reverter a vantagem conseguida pelo adversário no jogo de ida (vitória por 3–0 em Turim). O jogo da volta acabou empatado em 0–0, resultado que eliminou o Barcelona do trio MSN da disputa pelo título europeu.
Em 23 de abril de 2017 o Barcelona venceu o Real Madrid no segundo clássico da temporada. A partida foi disputada em pleno Santiago Bernabéu e acabou com o placar de 3–2 para os catalães. O camisa 10 Messi foi o grande destaque do jogo, tendo feito dois gols na partida, alcançando a marca de 500 gols na carreira. Apesar da vitória sobre o líder da competição o Barça não foi bem sucedido em sua perseguição ao rival e terminou o Campeonato em 2° colocado.
A temporada, marcada por decepções, foi "salva" com a conquista do Tricampeonato da Copa do Rei. O título veio sobre o Deportivo Alavés em 27 de maio com gols de Messi, Neymar e Paco Alcácer; 3–1 foi o placar da partida.

### Valverde assume o time e a tentativa de reinventar o estilo de jogo catalão já é uma necessidade para o FCB ( 2017–2020)
Após perder o título espanhol para o Real Madrid na temporada anterior e ainda ver o rival conquistar o seu 12.° título da Liga dos Campeões, o Barcelona precisava dar uma resposta aos seus torcedores, que se acostumaram a ver o clube conquistar títulos de forma hegemônica na última década. Porém, antes do começo da temporada 2017/18, o clube sofreu um grande golpe com a venda milionária de Neymar para o Paris Saint-Germain. A perda parecia indicar mais uma temporada de insucessos para o clube blaugrana, o que apenas facilitaria o caminho para o Real Madrid continuar a hegemonia iniciada com a chegada de Zidane para comandar a equipe. As impressões acerca de um futuro sombrio seriam confirmadas nas derrotas para o Real Madrid pela Supercopa da Espanha (3–1 no Camp Nou e 2–0 no Bernabéu).
Entretanto, o início da campanha do Barça no campeonato espanhol de 2017–18 e a vitória expressiva sobre a Juventus na Liga dos Campeões foram a resposta frente a diversos rumores da imprensa. Rapidamente foi descartada a ideia de que o Barça não seria capaz de disputar os principais títulos da temporada com o seu rival de Madrid. A cada rodada o Barça foi consolidando cada vez mais enquanto o Real Madrid enfrentava dificuldades e ficava para trás na disputa do título espanhol.
Após a vitória impecável sobre o Real no Bernabéu por 3–0 no primeiro encontro depois da disputa da Supercopa, o Barça aumentou ainda mais a sua vantagem na liderança do espanhol e ficou a anos-luz do Real Madrid na corrida pelo título.
Na Liga dos Campeões veio então o grande fracasso da temporada. Após o bom início de temporada, o clube passou a ser visto como um dos grandes candidatos ao título europeu, até mais que o Real Madrid. O Barça venceu o seu grupo e foi às quartas-de-final depois de passar por um duelo difícil contra o Chelsea nas oitavas com uma grande vitória por 3–0. Nas quartas de final o Barcelona caiu frente à surpreendente equipe do AS Roma. A eliminação foi considerada uma das mais inesperadas da história da competição, não apenas pelo abismo existente entre ambas as equipes, mas principalmente pela enorme vantagem que o clube havia construído na primeira partida. A vitória por 4–1 no Camp Nou deu tranquilidade à equipe catalã, que já era dada como certa nas semifinais da competição. Entretanto, na partida de volta e com uma atuação impecável, a equipa italiana impôs 3–0 ao Barcelona numa noite mágica no Estádio Olímpico de Roma.
Apesar da eliminação frustrante na principal competição da temporada, o Barça conseguiu restabelecer o seu domínio doméstico conquistando a Copa do Rei pelo quarto ano consecutivo e erguendo mais uma taça da La Liga. O time passou a ter um ativismo forte em prol da autodeterminação da região em 2017 com o referendo.

### Promessa de título, Messi capitão e outro revés histórico (2018–19)
Após uma temporada com dois títulos (La Liga e Copa del Rey), o início da era Valverde se demonstrava promissora. Para a temporada de 18–19, o Barcelona viria forte para tentar ganhar a Liga dos Campeões da UEFA, com o próprio recém-denominado capitão da equipe Lionel Messi dizendo que "Faria de tudo para que a Champions League voltasse para o Camp Nou", frase dita no Troféu Joan Gamper. Além das contratações de Clément Lenglet, ex-Sevilla, Arthur ex-Grêmio, Arturo Vidal do Bayern de Munique e Malcom do Bordeaux.
O Barcelona começaria bem a temporada com uma vitória de 2–1 sobre o Sevilla Fútbol Club na Supercopa da Espanha, com um belíssimo gol de Ousmane Dembélé nos momentos finais da partida para decidir o jogo e levantar o título. Foi o primeiro título que Lionel Messi levantou como capitão do Barcelona.
A temporada começaria com quatro vitórias consecutivas na La Liga, incluindo um 8–2 sobre o Huesca no Camp Nou. Na Champions League, o Barcelona estrearia com um 4–0 sobre o PSV Eindhoven com um hat-trick de Messi e um gol de Dembélé.
A medida que a temporada avançava, o Barcelona provava que poderia ser capaz de ganhar as três competições e faturar mais um triplete. A temporada caminhava bem, até um revés nas quartas de final da Copa del Rey. Uma derrota de 2–0 para o Sevilla, tendo que reverter o resultado em casa. No entanto, o Barcelona triunfaria com um sonoro 6–1 com uma atuação de gala de Messi e cia. O Barcelona avançaria para as semifinais e enfrentaria o seu maior rival, Real Madrid.
Na primeira partida das semifinais, o Barcelona tomaria um gol logo no começo, marcado por Lucas Vázquez. O Barcelona chegaria ao empate com gol do brasileiro Malcom, o seu único no confronto. Para o jogo da volta, o Barcelona iria com o trio MSD do ataque, e o resultado não poderia ser melhor. O Barcelona aplicaria um sonoro 3–0 dentro da casa do maior rival, com dois gols de Luis Suárez e dois passes para gol de Ousmane Dembélé. O Barcelona enfrentaria o Valencia na final.
Pela Champions League, O Barcelona enfrentaria Olympique Lyonnais pelas oitavas, avançando no agregado de 5–1 (0–0 na ida, 5–1 na volta). Pelas quartas de final, enfrentaria o Manchester United, vencendo a ida de 1–0 no Old Trafford com gol contra de Luke Shaw. Na partida da volta, o Barcelona aplicaria um 3–0, com dois gols de Lionel Messi e um gol de Philippe Coutinho, sacramentando a vaga para as semifinais, algo que não acontecia desde a temporada 2014–15, onde foram campeões.
Com grande campanha por toda a temporada, o Barcelona confirmaria o título da La Liga na 35ª rodada, com uma vitória de 1–0 sobre o Levante com gol solitário de Messi. Era o segundo título que Messi levantaria como capitão do clube, e o 26º de sua história.
Pela semifinais, um embate que para sempre será lembrado na história da Liga dos Campeões. O Barcelona enfrentaria o Liverpool nas semifinais, com a ida sendo no Camp Nou e a volta no Anfield. No primeiro jogo da semifinal, Lionel Messi faria uma atuação de gala. Aos 26 minutos de jogo, Jordi Alba encontrara Luis Suárez livre na área, que de carrinho concluiria para o gol. O segundo gol veio de jogada coletiva, aos 30 minutos do segundo tempo, Suárez chutaria no travessão e com Alisson caído, a bola voltaria para os pés de Messi para apenas concluir pro gol vazio. Mas a surpresa veio aos 37 minutos do segundo tempo, com uma falta à 27 metros do gol do goleiro Alisson. Messi chutaria a bola no ângulo, um gol incrível que levaria o Camp Nou abaixo. Era a partida dos sonhos do Barcelona, e de Messi, que havia prometido a tão sonhada Champions League, e agora estava a apenas 2 passos de ser conquistada.
Para o jogo da volta, o Liverpool vinha sem Mohamed Salah e Roberto Firmino, sendo substituídos por Divock Origi e Xherdan Shaqiri. Origi, esse que marcaria o primeiro gol da partida aos 7 minutos, demonstrando que o Liverpool buscaria a virada. Após um primeiro tempo sem muitas emoções após o gol nos minutos iniciais, faltavam apenas 45 minutos para o Barcelona voltar para a final da Champions, ou o Liverpool fazer história. E uma substituição feita por Klopp mudou tudo, colocando Georginio Wijnaldum no lugar de Andrew Robertson. Aos 9 minutos do segundo tempo, Jordi Alba perdia a bola no campo de defesa, onde Alexander Arnold faria o desarme. O mesmo Arnold cruzou para a área, e com desvio nas pernas de Rakitic, o holandês Wijnaldum concluiria pro gol, fazendo 2–0 e colocando fogo na eliminatória. Apenas 2 minutos depois, o mesmo Wijnaldum colocaria um fim à vantagem do Barcelona. Com cruzamento de Shaqiri, o meia subiu sozinho entre a zaga do Barcelona e faria o 3–0, empatando a eliminatória. aos 34 minutos do segundo tempo, em um lance de rara inteligência, Alexander-Arnold cobraria o escanteio com a zaga do Barcelona completamente dispersa e desorganizada, que cairia nos pés do suplente Origi, que substituiria Firmino na partida. Era o fim das chances do Barcelona na Champions, com novamente mais um revés histórico tendo construído vantagem em casa pelo campeonato de clubes mais importante do planeta.
Novamente com o gosto amargo da derrota, o Barcelona se encontrava ainda em posição de ganhar a Copa do Rei da espanha e a LaLiga, e foi aí que Lionel Messi deu sua 1ª entrevista em uma coletiva de imprensa desde 2015, na final contra a Juventus. Com as duras críticas sob Ernesto Valverde no comando da equipe, incluindo sobre o estilo de jogo da equipe, Lionel Messi defendeu o técnico em sua coletiva, dizendo:
"Valverde vem fazendo um trabalho impressionante durante todo o tempo em que está aqui e não teve culpa na eliminação contra o Liverpool. Nós (jogadores) somos os únicos culpados. Foi lamentável a exibição que fizemos e a imagem que deixamos. Isso pode acontecer em um ano, mas não em dois. O treinador terá parte da culpa, mas os maiores culpados somos nós."
O argentino ainda defendeu sobre a forma que o time jogava sobre o comando de Valverde:
"Sempre quis que (Valverde) continuasse. Podem gostar ou não da forma como jogamos, mas no ano passado ganhamos dois títulos e este ano podemos fazer o mesmo"
22 dias depois do revés em Anfield, o Barcelona enfrentaria o Valencia pela final da Copa do Rei da Espanha, tentando por 2 anos ganhar o doblete nacional. Algo que não aconteceu, já que o Valencia ganharia a final por 2–1 com gols de Rodrigo e Kevin Gameiro. Messi ainda faria um gol aos 73 minutos para tentar o empate, mas já era tarde.
O Barcelona novamente ficava pelo caminho na busca pela Tríplice-Coroa, e a pressão sob Ernesto Valverde, técnico do Barcelona, aumentava ainda mais.

### Mudanças no elenco, pandemia de COVID-19 e o pior revés na Champions (2019–2020)
Após os fracassos na última temporada na final da Copa del Rey contra o Valencia e na Liga dos Campeões, houve mudanças no elenco com a chegada de Frenkie De Jong do Ajax pelo valor de €75,000,000, Antoine Griezmann do Atlético de Madrid por €120,000,000, o goleiro brasileiro Neto vindo do Valencia e o atacante Martin Braithwaite do Leganés.
Após dez rodadas do campeonato o Barcelona ocupava a liderança isolada com uma sequencia de cinco e outra de quatro vitórias. No El Clasico do primeiro turno, o jogo ficou empatado sem gols, porém com oito cartões amarelos distribuídos.
Na Supercopa da Espanha realizada em janeiro, o time caiu diante do Atlético na semifinal com o placar de 2–3. Esta derrota causou a demissão do técnico Ernesto Valverde, após o time nem alcançar a final do minitorneio. Quique Sétien foi contratado para dar sequencia
Na Copa del Rey, após passar por Ibiza e Leganés, o time caiu nas quartas de finais diante do Athletic Bilbao com um gol contra de Busquets nos acréscimos decretando o revés de 1–0. Apesar da derrota, a torcida não cobrou muito, já que o time era o líder do campeonato e o rival Real Madrid também havia caído no mesmo dia.
Na Liga dos Campeões, o Barcelona passou em primeiro no seu grupo com 4 vitórias e 2 empates diante de Borussia Dortmund, Internazionale de Milão e Slavia Praga. No sorteio realizado em dezembro, ficou diante do Napoli nas oitavas de final. No primeiro jogo na Itália, o placar não saiu do 0–0. No mês de Março de 2020, houve uma paralisação em todos os eventos esportivos do mundo todo devido a Pandemia de COVID-19. Isto suspendeu todas as competições esportivas por três meses.
Na Espanha o futebol voltou em junho, com o término do campeonato, porém seguindo medidas restritivas para evitar contaminação da COVID-19, sendo elas uso de máscaras pela comissão técnica e jogadores reservas durantes os jogos, assim como testagem para verificar existência do vírus em toda delegação e portões fechados para o público.
Com certa inconsistência no futebol apresentado sob comando de Sétien, o Barcelona viu perder a liderança e o título ser celebrado pelo rival merengue, com grande constribuição da derrota por 2–0 no Santiago Bernabéu.
A UEFA decidiu esperar os campeonatos nacionais acabarem para continuar as suas competições de onde parou. Assim a Liga dos Campeões e Liga Europa voltaram apenas em agosto, com até dois jogos por semana de cada clube que se classificava. Na Super Champions como ficou conhecida, o Barcelona ainda faltava decidir o jogo contra o Napoli, agora  Camp Nou com portões fechados. O Barcelona venceu por 3–1 com gols de Lenglet, Messi e Suárez e se classificou para o mata mata final em jogos únicos que foi alocado em Lisboa.
O jogo mais esperado das quartas de final foi entre os dois únicos campeões sobreviventes naquela edição: Barcelona e Bayern München. Após o apito do árbitro não demorou muito para o Bayern criar várias chances de gol resultando no chute de Muller para abrir 1–0. Em resposta o time catalão atacou e após um cruzamento para a área a meia altura, Alaba acabou desviando para suas próprias redes: 1–1. Porém, o time alemão continuou chegando com facilidade ao ataque e logo Perisic em um chute cruzado de esquerda fez 2–1. Logo depois em rápida troca de passes do meio campo alemão, Gnabry aumentou para 3–1. E antes que pudesse pensar numa reação ainda no primeiro tempo, Muller fez 4–1 Bayern. No segundo tempo, o time voltou com vontade de buscar o resultado, apostando em Messi pela direita fazendo cruzamentos se criaram boas chances, mas foi na habilidade de Suárez que o placar foi diminuído para 4–2 após um corte em Boateng. Porém, não houve mais eficiência nos ataques e o adversário continuou atacando em resposta, após grande jogada pelo lado direito, Davies tocou para a pequena área e Kimmich converteu em 5–2.
Após isso, os alemães colocaram Coutinho em campo, que havia sido emprestado pelo Barcelona no início da temporada. Com ele em campo, os alemães mantiveram o ritmo e logo ele mesmo tocou para Lewandowski fazer 6–2 de cabeça. Logo depois em vários ataques que não paravam, o próprio brasileiro faz o seu: 7–2. Com a comissão técnica catalã incrédula no que estava vendo, sai mais um gol e mais um do brasileiro: 8–2.
Após o final de jogo, ficou decretado esse ser o pior revés do Barcelona na Liga dos Campeões e também o pior da carreira do astro argentino Lionel Messi.

### Dívida e novo revés na Champions (2022)
Joan Laporta assumiu a presidência do clube pela segunda vez em Março de 2021 e prometeu levar o clube de volta ao topo do futebol mundial e consertar as dificuldades financeiras.
Em 2022, com uma dívida de 1,3 mil milhões de euros, o clube espanhol é o mais endividado do mundo. Os problemas financeiros remontam à presidência de Josep Maria Bartomeu, que entrou numa onda de contratações caras e salários milionários após a venda de Neymar ao PSG em 2017.
O Barcelona assinou um contrato de quatro anos no valor de 280 milhões de euros com o Spotify, com o serviço de streaming a patrocinar as camisolas e a ter os direitos sobre o nome do estádio, que passou a Spotify Camp Nou.
O clube arrecadou mais 267 milhões com a venda de 10% dos seus lucros futuros com as transmissões televisivas dos jogos da La Liga nos próximos 25 anos, à Sixth Street. Mais tarde, o clube amealhou mais 400 milhões com a venda de mais 15% destes direitos televisivos futuros
Em 2021–2022, o total gasto em salários foi de 518 milhões de euros, mas o orçamento de 2022–2023 prevê uma subida de 27% para 656 milhões de euros.
Durante o Verão de 2022, o Barcelona negociou pacotes para as transferências de Robert Lewandowski por 50 milhões de euros, Raphinha por 68 milhões, Jules Koundé por 60 milhões e Pablo Torre por 25 milhões. Para além disto, Andres Christensen, Franck Kessie, Héctor Bellerín e Marcos Alonso foram contratados de graça, mas vieram juntar-se à folha de pagamentos.
O plano de Laporta era investir o dinheiro arrecadado no Verão no imediato para reforçar a equipa e torná-la mais competitiva, contando que o plantel fosse ganhar títulos e chegar longe na Liga dos Campeões e que o sucesso desportivo se começasse a traduzir num sucesso financeiro.
Em outubro de 2022, com a derrota por 3–0 contra o Bayern de Munique e a eliminação da Liga dos Campeões o Barcelona passou a disputar a Liga Europa. Em 2023, o presidente Joan Laporta e os ex-presidentes Sandro Rosell e Josep Maria Bartomeu i Floreta foram indiciados no Caso Negreira. 

### A chegada de uma nova geração Blaugrana (desde 2024)
Progressivamente desde 2024, o Barça tem vindo a assistir a uma renovação gradual, símbolo de uma transição geracional do seu plantel e dos seus titulares com a chegada de uma nova geração formada em La Masia, como Lamine Yamal, Ansu Fati, Gavi, Pau Cubarsí. Mas com a chegada também de talentos mais ou menos jovens e experientes nestes últimos anos como Dani Olmo, Ronald Araújo, Raphinha, Jules Koundé e Pedri, junta-se a isso a presença de Robert Lewandowski como figura mais velha que traz toda a sua experiência e a chegada de Hansi Flick como treinador. Com esse novo elenco, o Barcelona conseguiu recuperar um pouco de seu futebol e conseguiram na temporada 24-25 conquistar a La Liga, Copa del Rey e da Supercopa de Espanha, conseguindo a tríplice coroa, derrotando o Real Madrid em duas finais e duas vezes na liga, apesar de terem ficado para trás na Liga dos Campeões com uma derrota na prorrogação para a Internazionale na semifinal, a temporada 2024-25 foi a mais bem-sucedida para o clube desde 2015-16.

## Escudo
O escudo do Barcelona está na forma de "panela" três-quartos. Nas duas peças acima do pavilhão do Barcelona estão a Cruz de São Jorge (padroeiro da Catalunha), referente à bandeira da cidade; e, ao lado, referência à outra bandeira, da Catalunha, região da Espanha da qual a cidade de Barcelona é capital. Na parte inferior aparece uma bola sobre as cores azul e grená do clube. Entre os quartos superiores e inferiores se reproduz, em siglas, o nome do clube (F C B). No tempo da ditadura de Francisco Franco, que fazia opressão oficial às línguas não-castelhanas do país, como a catalã, as listras vermelhas do canto superior direito eram apenas duas, para a referência dessa parte do distintivo ser à bandeira espanhola. Porém em 1949 recuperou a bandeira da Catalunha.
Existem duas versões sobre as origens do escudo do clube. A primeira versão conta que em 1900, um ano após o clube ser fundado, houve uma reunião para decidir o escudo (até então, o Barcelona havia utilizado o escudo da cidade). Parece que não houve acordo sobre a forma e o conteúdo do escudo e em um momento da reunião o secretário, Luis d'Osso, visivelmente irritado, disse que "essa é uma panela", que deu a ideia de propor a Hans Gamper escudo em forma de "panela".
A outra versão afirma que Gamper, de origem suíça, baseou-se em alguns escudos de equipes de seu país quando propôs a famosa "panela".

## Estádio

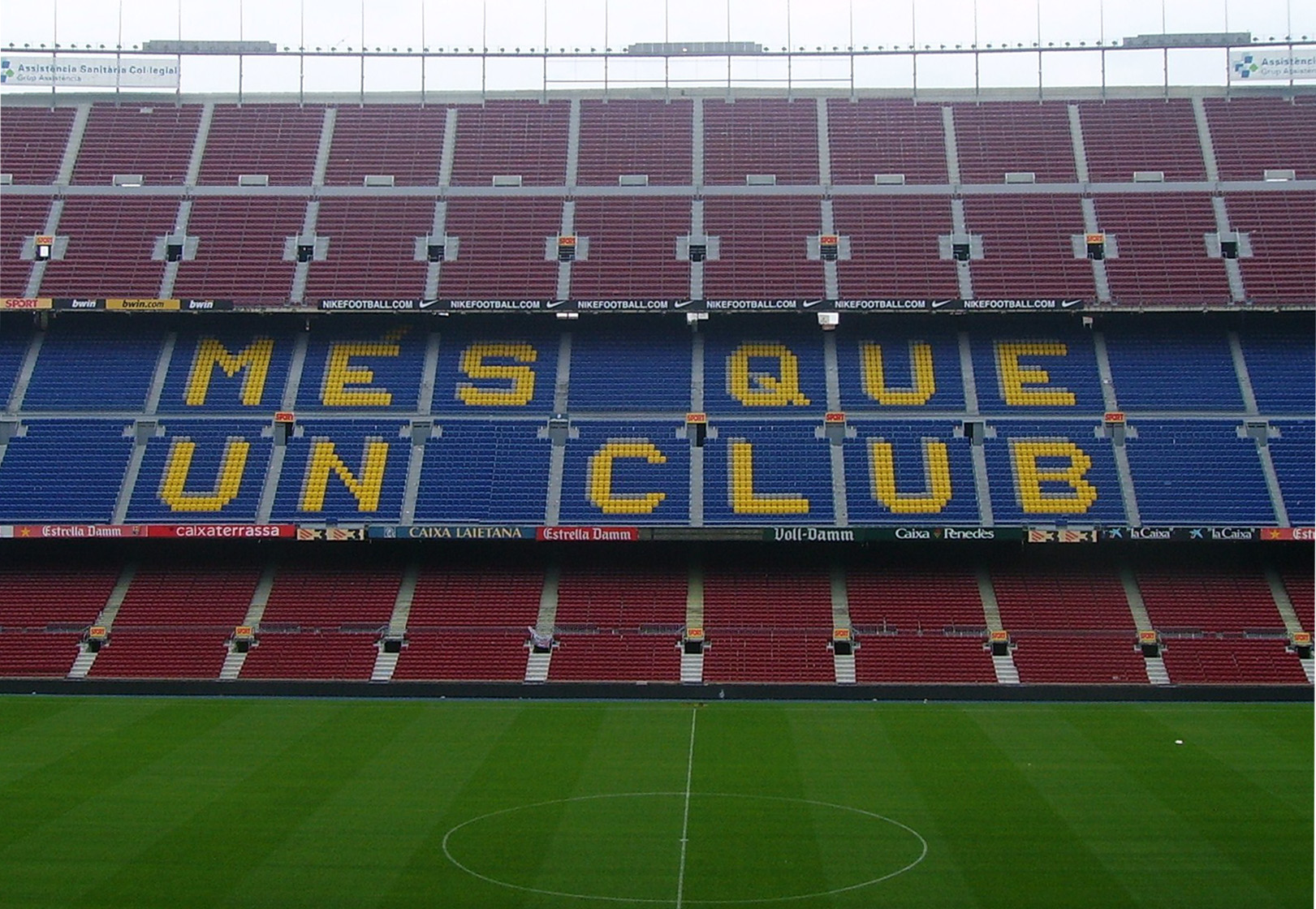
Vista da arquibancada do Camp Nou.

O estádio do Barcelona é o Camp Nou, propriedade do clube. Inaugurado em 1957, tem uma capacidade de 99 784 espectadores sentados. É um dos quatro estádios considerados como "Cinco Estrelas" pela UEFA em Espanha, que lhe permite acolher as finais da Liga dos Campeões, Taça UEFA e Supertaça Europeia, como aconteceu já em 15 ocasiões. Está no bairro de Les Corts em Barcelona, juntamente com outras propriedades clube, tais como o Mini Estadi (B estádio do Barcelona) e do Palau Blaugrana, o estádio basquete equipe. Nas instalações do Camp Nou está o Museu de Barcelona, o museu mais visitado na Catalunha.
Antes do Camp Nou, Barcelona teve duas fases. Entre 1909 e 1922 os Culés jogavam num campo da Indústria de Barcelona, habitualmente chamada de A Escopidora. Entre 1922 e 1957, as partes contestaram a Les Corts Camp aberta para acomodar 30 000 espectadores, e acabou tendo uma capacidade de 60 000 pessoas. Uma das versões sobre a etimologia da palavra "Culès" vem a partir deste estádio, como pode ser visto a partir da versão actual permitida fora dos fãs.
A remodelação é baseado na actualização de um estádio que tem mais de 50 anos e criar uma capa para proteger espectadores contra a chuva e o sol. Os principais requisitos são para causar o mínimo transtorno aos assinantes, que era compatível com a remodelação desporto competitivo e que Ciner um determinado orçamento. E a criação de um design atraente, moderno e funcional.
A expensas do município, o plano de remodelação do estádio foi iniciado em finais de 2008 e a conclusão está prevista até 2012. O projeto foi atribuído ao arquiteto britânico Norman Foster, que ganhou após um concurso em que só houve dez projectos finalistas. Sir Norman Foster disse que Antoni Gaudí o inspirou para criar a nova pele que envolve o estádio. O presidente da Barcelona e do Colégio de Arquitetos da Catalunha foram os jurados para escolher o vencedor.

## Uniforme

### 1º uniforme
| 2020–21 | 2019–20 | 2018–19 | 2017–18 | 2016–17 | 2015–16 | 2014–15 | 2013–14 | 2012–13 | 2011–12 |

| 2010–11 | 2009–10 | 2008–09 | 2007–08 | 2006–07 | 2005–06 | 2004–05 | 2003–04 | 2002–03 | 2001–02 |

| 2000–01 | 1999–00 | 1998–99 | 1997–98 | 1996–97 | 1995–96 | 1994–95 | 1993–94 | 1992–93 | 1989–92 |

### 2º uniforme
| 2020–21 |  | 2019–20 | 2018–19 | 2017–18 | 2016–17 | 2015–16 | 2014–15 | 2013–2014 | 2012–2013 | 2011–2012 |

| 2010–2011 | 2009–2010 | 2008–2009 | 2007–2008 | 2006–2007 | 2005–2006 | 2004–2005 | 2003–2004 | 2002–2003 | 2001–2002 |

| 2000–2001 | 1999–2000 | 1998–1999 | 1997–1998 | 1996–1997 | 1995–1996 | 1994–1995 | 1993–1994 | 1992–1993 | 1991–92 |

### 3º uniforme
| 2020–21 | 2019–2020 | 2018–2019 | 2017–2018 | 2016–2017 | 2015–2016 | 2014–2015 | 2013–14 |  |  |  |  |  |  |  |  |  |  |  |  |  |  |  |  |  |  |  |  |  |  |  |  |  |  |  |  |  |  |  |  |  |  |  |  |  |  |  |  |  |  |  |  |  |  |  |  |  |  |  |  |

### Outros uniformes
| 4º uniforme 2022–23 |  | 4º uniforme 2020–21 | 4º uniforme 2019–20 | 4º uniforme 2014–15 | Joan Gamper Trophy 2009 |

| El classico 2020–2021 |

### Goleiros
2023–2024
| Cores do Time · Cores do Time · Cores do Time · Cores do Time · Cores do Time | Cores do Time · Cores do Time · Cores do Time · Cores do Time · Cores do Time | Cores do Time · Cores do Time · Cores do Time · Cores do Time · Cores do Time |

### Material esportivo e patrocínio
| Período   | Material esportivo | Patrocínio principal | Patrocínio adicional |
| --------- | ------------------ | -------------------- | -------------------- |
| 1899–1982 | -                  | -                    | -                    |
| 1982–1992 | Meyba              | -                    | -                    |
| 1992–1998 | Kappa              | -                    | -                    |
| 1998–2004 | Nike               | -                    | -                    |
| 2004–2006 | Nike               | -                    | TV3                  |
| 2006–2011 | Nike               | UNICEF               | TV3                  |
| 2011–2013 | Nike               | Fundação do Catar    | TV3 / UNICEF         |
| 2013–2014 | Nike               | Qatar Airways        | UNICEF               |
| 2014–2017 | Nike               | Qatar Airways        | Beko / UNICEF        |
| 2017–2021 | Nike               | Rakuten              | Beko / UNICEF        |
| 2021–2022 | Nike               | Rakuten              | UNICEF               |
| 2022–2023 | Nike               | Spotify              | UNHCR                |
| 2023–     | Nike               | Spotify              | Ambilight TV / UNHCR |

## Rivalidades

### Barça vs. Real Madrid (El Clásico)

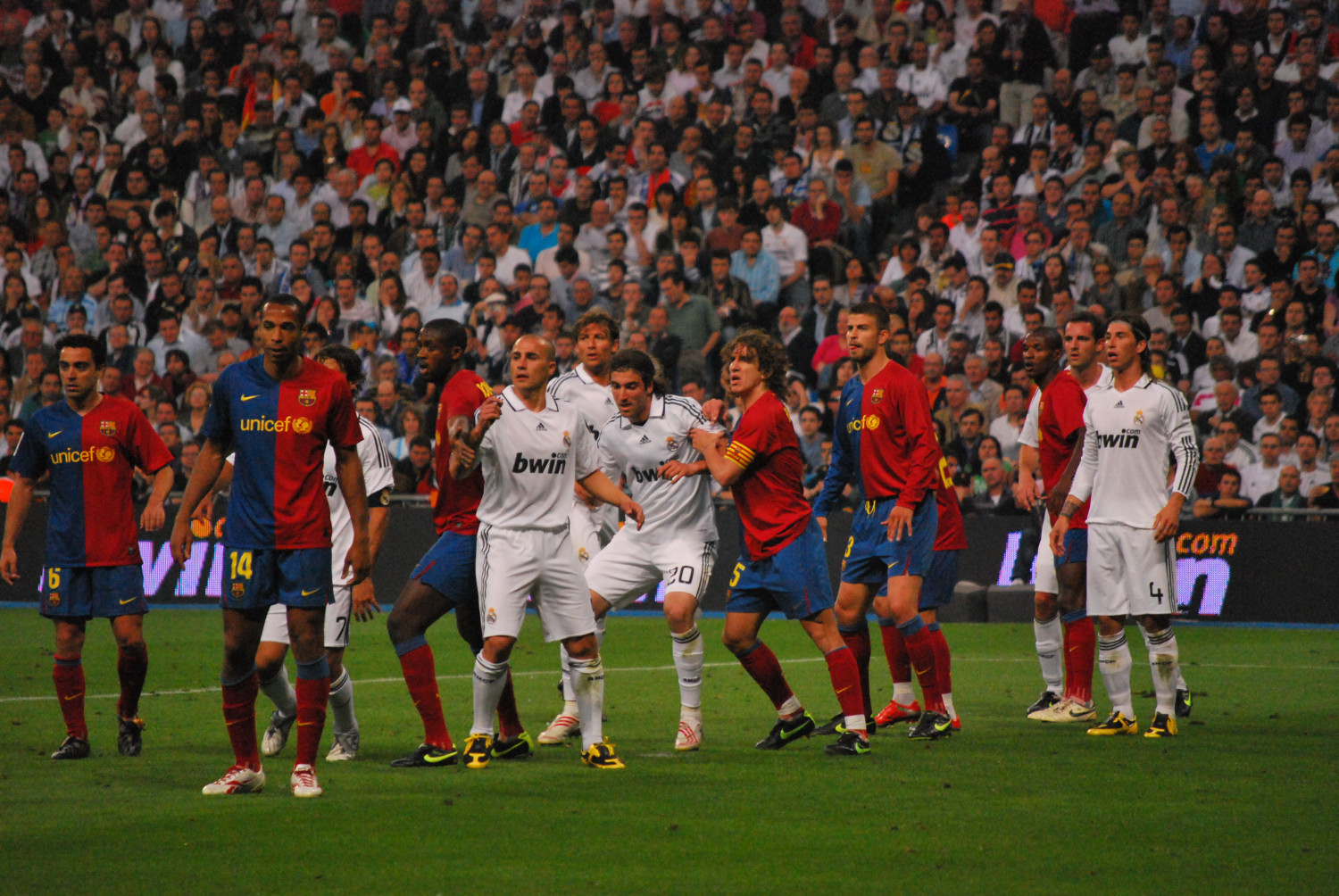
Clássico entre Barcelona e Real Madrid no Santiago Bernabéu, em maio de 2009. O Barcelona venceu por 6–2 na casa do adversário.

Muitas vezes existe uma feroz rivalidade entre as duas equipes mais fortes em um campeonato nacional, e este é particularmente o caso da La Liga, onde o jogo entre Barça e Real Madrid é conhecido como El Clásico. Desde o início, os clubes foram vistos como representantes de duas regiões rivais na Espanha: Catalunha e Castela, assim como das duas cidades. Mais do que meramente esportiva, a rivalidade tem forte teor político, uma vez que o Barcelona proclama-se como defensor do nacionalismo catalão, não raro a nível de separatismo.
O sentimento antiMadrid ganhou força nas ditaduras de Primo de Rivera e, especialmente, na de Francisco Franco, em que as culturas regionais foram abertamente reprimidas, o que incluía na proibição do uso de qualquer língua que não a castelhana, oficialmente considerada a língua espanhola. Simbolizando o desejo de liberdade dos catalães, o Barcelona se declarou como més que un club ("mais que um clube") para a sua região. De acordo com Manuel Vázquez Montalbán, "a melhor maneira dos catalães em demonstrar sua identidade foi apoiando o Barça. Foi menos arriscado do que reunir um movimento clandestino anti-Franco e permitiu-lhes expressar as suas dissidências". Os estádios do Barcelona tornaram-se refúgio até para conversas em catalão, além de outros protestos contra o governo.
O Real Madrid, por sua vez, passou a ser visto como a personificação do governo franquista e do centralismo opressor de seu regime ditatorial, muito por conta do "Generalíssimo" aproveitar-se do sucesso dos blancos na Europa nos anos cinquenta para uso político, uma vez que a Espanha era vista com antipatia devido ao regime fascista que a governava. Ainda assim, foi só no meio da década de 1950 que a rivalidade realmente agravou-se, em torno da contestada contratação de Alfredo Di Stéfano pelo Real.
A equipe da capital logo ganhou força, passando a disputar os títulos nacionais com os blaugranes e, mais do que isso, fazendo sucesso na recém-criada Taça dos Campeões da UEFA, faturando as cinco primeiras edições do torneio, que o Barça só venceria em 1992. Com o sucesso do Real, Franco não demorou a declarar-se torcedor do time, e a proximidade do presidente merengue Santiago Bernabéu com o governante foi notória. Por outro lado, a ditadura franquista esteve próxima do Barcelona nos anos 1940, quando o presidente do time era escolhido pelo governo. Além disso, Franco seria simpático ao catalanismo do Barcelona, uma vez que preferiria ver opositores reunidos em um estádio do que nas ruas.
A rivalidade manteve-se mesmo no longo período de carência de títulos do Barcelona, que durou em torno de trinta anos, entre os inícios das décadas de 1960 e de 1990 e aumentou sua expressão internacional quando o clube catalão voltou a conseguir uma sequência regular de títulos, nos anos 1990. A rivalidade entre Real x Barça é considerada uma das maiores do mundo.
Dentre os diversos jogadores que jogaram nas duas equipes, os que mais fizeram sucesso em ambas foram Ricard Zamora, Josep Samitier, Evaristo de Macedo, Bernd Schuster, Michael Laudrup, Luis Enrique, Luís Figo e Ronaldo. Um dos maiores ídolos recentes do Barça, o camaronês Samuel Eto'o, veio ao Camp Nou contratado do arquirrival, onde não recebera oportunidades e era constantemente repassado por empréstimo a outras equipes. O jogador mais recente a chegar no Barcelona com passagens pelo Real Madrid, porém sem relativo sucesso é o espanhol Marcos Alonso. O último a fazer a troca entre as equipes principais dos dois clubes direta foi o argentino Javier Saviola.

### Barcelona vs. Atlético de Madrid
É uma grande rivalidade espanhola onde as equipes são consideradas ao lado do Real Madrid as três maiores da Espanha. Ambos os clubes são anti Real Madrid; porém, assim como os barcelonistas odeiam mais ao Real do que ao rival citadino (o Espanyol), os blancos também odeiam mais ao Barça do que ao Atlético, o que desperta certa rixa por parte dos rojiblancos: contra o Barcelona, os atleticanos não jogam amistosamente, costumando comportar-se em campo como adversários de igual para igual e as partidas entre as duas equipes são rotineiramente jogos de muitos gols, já tendo acontecido quatro confrontos pela Liga dos Campeões da UEFA, com o Atlético tendo eliminado o Barcelona nas quartas de final em 2014 e 2016.
Um dado que poderia apimentar os encontros entre as duas equipes é a constatação que no início do governo franquista, foi o Atlético, e não o Real, a equipe mais próxima dos militares. O Real só passou a ser mais apreciado quando Santiago Bernabéu, fascista assumido, chegou à presidência. Mesmo assim, o Atlético viveu sua melhor fase durante o regime de Franco.
Os jogadores que mais recentemente vestiram as duas camisas foram Sergio Agüero, Luis Suárez, Antoine Griezmann, Arda Turan, David Villa, Simão Sabrosa, Thiago Motta, Luis García, Demetrio Albertini e Sergi Barjuan. Julio Alberto, jogador-símbolo do Barça na década de 1980, começou no Atlético. Nenhum deles, entretanto, alcançou o mesmo sucesso nas duas equipes que Miguel Reina, Julio Salinas, Bernd Schuster, Memphis Depay, João Félix. e Ricard Zamora. Este jogou no Barcelona e, como técnico, comandou o Atlético na conquista dos dois primeiros títulos espanhóis da equipe. O último a fazer essa troca foi Clément Lenglet.

### Barcelona vs. Athletic Bilbao

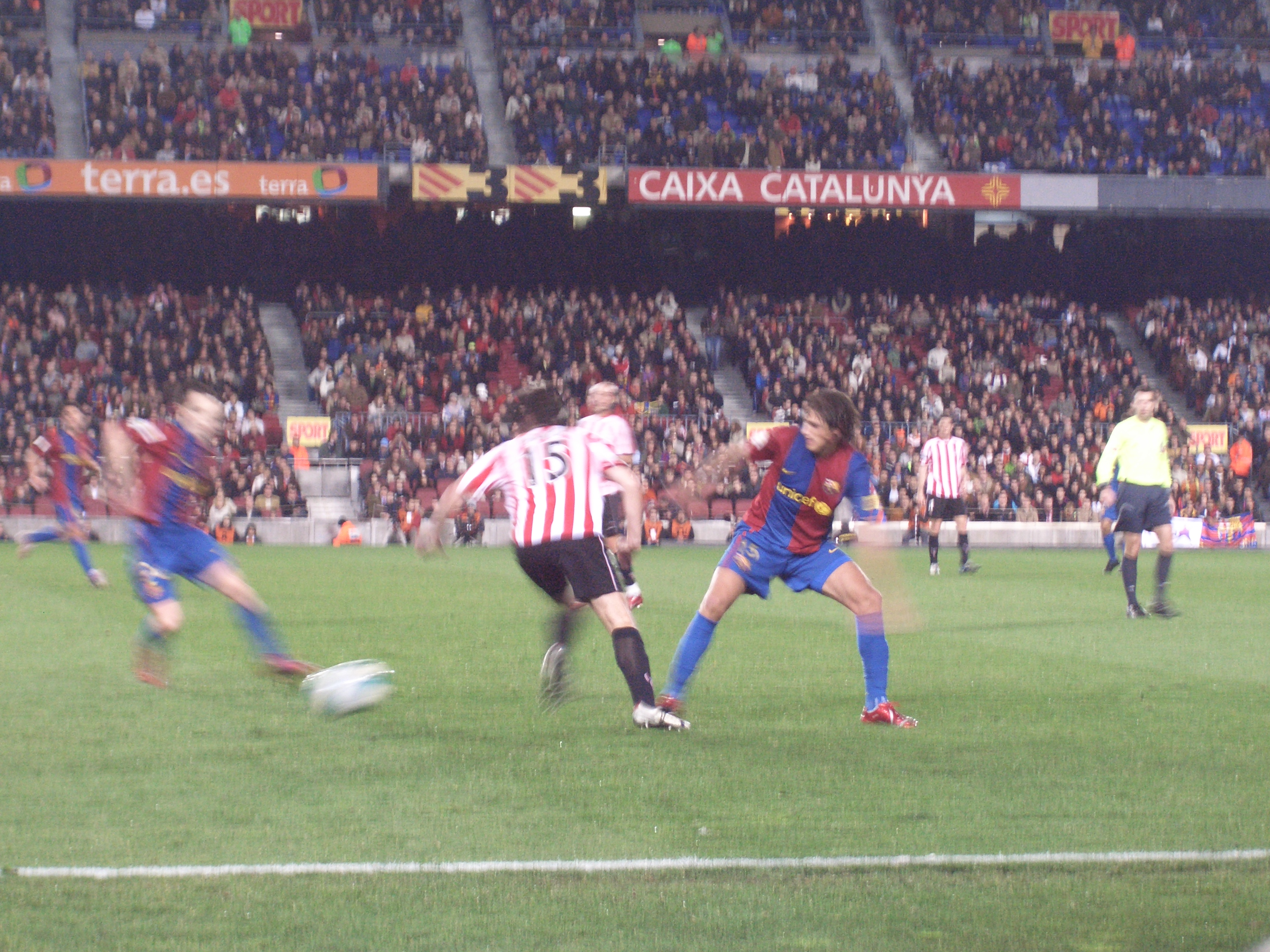
Barcelona e Athletic Bilbao, em fevereiro de 2007, no Camp Nou

Nas décadas de 1930 e 1940, o Barcelona disputava acirradamente os títulos espanhóis com os bilbaínos — adversários desde a final da primeira Taça do Rei realizada, quando seu time ainda chamava-se Viscaya (Biskaia). Tanto que eram os dois maiores vencedores de La Liga até a ascensão do Real Madrid, iniciada na década de 1950. Não tardou para que a rivalidade diminuísse bastante, inclusive pelo fato das duas equipes passarem a detestar o Real — o Athletic Bilbao, em caso similar aos blaugranes, representava outra região de cultura e línguas discriminada por Franco, o País Basco. A decadência vivida pelo Athletic a partir daquele momento, pior que a do Barcelona, também ajudaria a diluir animosidades entre as duas equipes.
A rixa esteve um pouco renovada nos anos 1980 — quando os alvirrubros tiveram uma curta volta às conquistas -, em que o jogador Andoni Goikoetxea chegou a quebrar as pernas dos barcelonistas Bernd Schuster e Diego Maradona. Em outra partida, decisiva pela Taça do Rei de 1984, vencida pelo Athletic, Maradona, recuperado da fratura, chegou a provocar uma briga campal entre as duas equipes, o que causaria de certa forma sua saída do Barça. As duas equipes voltariam a decidir o mesmo troféu em 2009, agora com uma certa confraternização das torcidas para vaiar a Marcha Real (hino nacional da Espanha) e o Rei Juan Carlos, presente no estádio — a censura do canal estatal espanhol às vaias acabaria provocando a demissão do seu diretor de esportes.
Atualmente, mantém a aura de clássico mais por envolver dois dos maiores vencedores clubes do país e por reunir também duas das três únicas equipes jamais rebaixadas à Segunda Divisão Espanhola (a outra é o Real), tendo disputado todas as edições da divisão de elite do campeonato espanhol, do que por propriamente um sentimento mútuo de rivalidade. Um curioso outro fator em comum é o fato de os dois também terem sido os últimos grandes times espanhóis a estamparem logotipos no abdômen das camisas — no Barcelona, a primeiramente o da Unicef (2006) e, no Athletic, o governo basco (2004).
Três dos componentes do Dream Team do Barcelona também destacaram-se no clube basco: Andoni Zubizarreta, Ion Andoni Goikoetxea (que não é o mesmo Goikoetxea que fraturara Schuster e Maradona), Julio Salinas e Santiago Ezquerro. O último a ter vestido as duas camisas como jogador foi Iñigo Martínez. Já o nome em comum mais recente é o do técnico Ernesto Valverde, que também trabalhou em ambos como jogador.

### Barça vs. Espanyol (El Derbi Barceloní)
O Barcelona tem também uma pequena rivalidade em sua cidade com o Espanyol. Este clube defende que ele, e não o Barcelona, seria o verdadeiro representante dos catalães, uma vez que, apesar do nome, foi fundado justamente para ser um clube para jogadores catalães — enquanto os blaugranes eram formados majoritariamente por suíços, britânicos ou outros imigrantes.
Entretanto, durante o governo de Franco, o Barcelona acabou tomando a iniciativa de lutar pelas causas catalães, enquanto o Espanyol — que teve de rebatizar-se como Español — ficou com a imagem de clube que cultivava uma espécie de respeito à autoridade central. A proibição de manifestações das culturas regionais encerrou-se com a morte de Franco em 1975, mas apenas vinte anos depois o clube readotou o nome em catalão, o que só fez reforçar a visão de "colaborador" do governo espanhol.Outro agravante dessa imagem, injusta ou não, é o nome do time, que faz referência à Espanha, além de possuir o título Real — seu nome completo é "Real Club Deportiu Espanyol de Barcelona". Porém, em 1960 o Barça emitiu um comunicado no jornal La Vanguardia, para que os torcedores receberam a Franco na visita à Barcelona; coisa que nunca fez o RCD Espanyol.
Há ainda o fato de que uma das principais torcidas organizadas do rival local ter ideologia de extrema direita, costumando levar bandeiras espanholas aos estádios, ter alianças com torcidas do Real Madrid e realizar manifestações racistas. Estes torcedores encaram com ódio o favorecimento da mídia e instituições catalães ao Barcelona.Isso, porém, não é suficiente para afastar a preferência de pequena parte dos nacionalistas catalães pela equipe blanca-i-blava (catalão) ou blanquiazul (espanhol), por verem o Barcelona como "demagogo". Para esta porção, o Espanyol seria exclusivo de Catalunha, representando o verdadeiro catalanismo, enquanto o Barça teria perdido sua identidade e essência ao tornar-se preferência automática no exterior.
Este dérbi, que perdeu importância para os torcedores do Barcelona em favor da rivalidade com o Real Madrid, possui esmagadora dominância do Barça. Além de ter bem menos troféus e de nunca ter ganho o campeonato espanhol, na tabela classificativa o Espanyol só conseguiu terminar acima do Barcelona em três ocasiões em quase setenta anos. O equilíbrio existiu até o início da década de 1940, quando os dois disputavam acirradamente o campeonato catalão. Apesar de aparentar "indiferença" em relação ao Espanyol, os torcedores blaugranes encaram o dérbi com tensão, uma vez que visualizam na torcida rival "traidores da Catalunha", fazendo com que os jogos necessitem de operações policiais especiais para reduzirem risco de confrontos.
Ricard Zamora, Zoltán Czibor, László Kubala, Javier Urruti, Iván de la Peña, Samuel Eto'o, Jordi Cruijff, Sergio García, Philippe Coutinho, Denis Suárez, Sergi Gómez e, de certa forma, Alfredo Di Stéfano, são os mais conhecidos jogadores a terem passado pelas duas equipes. Czibor atuou ainda por outro time da cidade, o Europa. Já Ernesto Valverde tem passagens por ambos como jogador e como técnico, estando presentes nas duas finais continentais do Espanyol (as Ligas Europa de 1988 e 2007). O nome mais recente é o de Martin Braithwaite.

## Principais títulos
| MUNDIAIS     | MUNDIAIS                        | MUNDIAIS | MUNDIAIS |
| Troféus      | Competição                      | Títulos  | Temporadas |
| ------------ | ------------------------------- | -------- | --- |
|              | Copa do Mundo de Clubes da FIFA | 3        | 2009, 2011 e 2015 |
| CONTINENTAIS |                                 |          | |
| Troféus      | Competição                      | Títulos  | Temporadas |
|              | Liga dos Campeões da UEFA       | 5        | 1991–92, 2005–06, 2008–09, 2010–11 e 2014–15 |
|              | Recopa Europeia da UEFA         | 4        | 1978–79, 1981–82, 1988–89 e 1996–97 |
|              | Supercopa da UEFA               | 5        | 1992, 1997, 2009, 2011 e 2015 |
|              | Taça das Cidades com Feiras     | 3        | 1955–58, 1958–60 e 1965–66 |
|              | Taça Latina                     | 2        | 1949 e 1952 |
| NACIONAIS    |                                 |          | |
| Troféus      | Competição                      | Títulos  | Temporadas |
|              | La Liga                         | 28       | 1928–29, 1944–45, 1947–48, 1948–49, 1951–52, 1952–53, 1958–59, 1959–60, 1973–74, 1984–85, 1990–91, 1991–92, 1992–93, 1993–94, 1997–98, 1998–99, 2004–05, 2005–06, 2008–09, 2009–10, 2010–11, 2012–13, 2014–15, 2015–16, 2017–18, 2018–19, 2022–23 e 2024–25 |
|              | Copa do Rei                     | 32       | 1910, 1912, 1913, 1920, 1922, 1925, 1926, 1928, 1942, 1951, 1952, 1952–53, 1957, 1958–59, 1962–63, 1967–68, 1970–71, 1977–78, 1980–81, 1982–83, 1987–88, 1989–90, 1996–97, 1997–98, 2008–09, 2011–12, 2014–15, 2015–16, 2016–17, 2017–18, 2020–21 e 2024–25 |
|              | Supercopa da Espanha            | 15       | 1983, 1991, 1992, 1994, 1996, 2005, 2006, 2009, 2010, 2011, 2013, 2016 2018, 2022–23 e 2024–25 |
|              | Copa da Liga Espanhola          | 2        | 1982–83 e 1985–86 |
|              | Copa Eva Duarte                 | 3        | 1949, 1952 e 1953 |
| REGIONAIS    |                                 |          | |
| Troféus      | Competição                      | Títulos  | Temporadas |
|              | Campeonato Catalão              | 23       | 1902, 1903, 1905, 1909, 1910, 1911, 1913, 1916, 1919, 1920, 1921, 1922, 1924, 1925, 1926, 1927, 1928, 1930, 1931, 1932, 1935, 1936 e 1938 |
|              | Copa da Catalunha               | 8        | 1991, 1993, 2000, 2004, 2005, 2007, 2013 e 2014 |
|              | Liga Catalã de Futebol          | 1        | 1937–38 |
|              | Liga do Mediterrâneo            | 1        | 1936–37 |
|              | Supercopa da Catalunha          | 2        | 2014 e 2017 |
|              | Títulos oficiais                | 136      | 3 Mundiais, 19 Continentais, 79 Nacionais, 35 Regionais |

Legenda
 Campeão invicto

## Estatísticas e recordes

### Mais partidas
Estatísticas atualizadas em 28 de maio de 2023.
Em negrito, jogadores que ainda atuam pelo Barcelona
| #   | País      | Jogador         | Período   | Jogos |
| --- | --------- | --------------- | --------- | ----- |
| 1º  | Argentina | Lionel Messi    | 2004–2021 | 778   |
| 2º  | Espanha   | Xavi Hernández  | 1998–2015 | 767   |
| 3º  | Espanha   | Sergio Busquets | 2008–2023 | 722   |
| 4°  | Espanha   | Andrés Iniesta  | 2002–2018 | 674   |
| 5º  | Espanha   | Gerard Piqué    | 2008–2022 | 616   |
| 6º  | Espanha   | Carles Puyol    | 1999–2014 | 593   |
| 7º  | Espanha   | Migueli         | 1973–1989 | 549   |
| 8º  | Espanha   | Víctor Valdés   | 2002–2014 | 535   |
| 9º  | Espanha   | Jordi Alba      | 2012–2023 | 459   |
| 10º | Espanha   | Carles Rexach   | 1967–1981 | 449   |

### Maiores artilheiros
Estatísticas atualizadas em 22 de maio de 2022.
Em negrito, jogadores que ainda atuam pelo Barcelona
| #   | País                | Jogador           | Período               | Gols |
| --- | ------------------- | ----------------- | --------------------- | ---- |
| 1º  | Argentina           | Lionel Messi      | 2004–2021             | 672  |
| 2º  | Espanha             | Cézar Rodríguez   | 1942–1955             | 232  |
| 3º  | Uruguai             | Luis Suárez       | 2014–2020             | 198  |
| 4º  | Hungria             | László Kubala     | 1950–1961             | 194  |
| 5º  | Espanha             | Josep Samitier    | 1918–1933             | 184  |
| 6º  | Espanha             | Josep Escolà      | 1934–1937 e 1940–1948 | 167  |
| 7º  | Filipinas · Espanha | Paulino Alcántara | 1912–1927             | 143  |
| 8º  | Camarões            | Samuel Eto'o      | 2004–2009             | 131  |
| 9º  | Brasil              | Rivaldo           | 1997–2002             | 130  |
| 10º | Espanha             | Mariano Martin    | 1940–1948             | 128  |

### Maiores artilheiros na Liga dos Campeões
Estatísticas atualizadas em 10 de março de 2021.
Em negrito, jogadores que ainda atuam pelo Barcelona
| #   | País          | Jogador            | Período   | Gols |
| --- | ------------- | ------------------ | --------- | ---- |
| 1º  | Argentina     | Lionel Messi       | 2004–2021 | 120  |
| 2º  | Uruguai       | Luis Suárez        | 2014–2020 | 25   |
| 3º  | Brasil        | Rivaldo            | 1997–2002 | 22   |
| 4º  | Brasil        | Neymar             | 2013–2017 | 21   |
| 5º  | Países Baixos | Patrick Kluivert   | 1998–2004 | 20   |
| 6º  | Polónia       | Robert Lewandowski | 2022-     | 19   |
| 7º  | Espanha       | Luis Enrique       | 1993–2004 | 19   |
| 8º  | Camarões      | Samuel Eto’o       | 2004-2009 | 16   |
| 9º  | Brasil        | Raphinha           | 2022-     | 16   |
| 10º | Espanha       | Pedro              | 2006–2016 | 15   |

### Maiores artilheiros na La Liga
Estatísticas atualizadas em 10 de abril de 2021.
Em negrito, jogadores que ainda atuam pelo Barcelona
| #   | País          | Jogador           | Período               | Gols |
| --- | ------------- | ----------------- | --------------------- | ---- |
| 1º  | Argentina     | Lionel Messi      | 2004–2021             | 474  |
| 2º  | Espanha       | Cézar Rodríguez   | 1942–1955             | 190  |
| 3º  | Uruguai       | Luis Suárez       | 2014–2020             | 147  |
| 4º  | Hungria       | László Kubala     | 1950–1961             | 131  |
| 5º  | Camarões      | Samuel Eto'o      | 2004–2009             | 108  |
| 6º  | Espanha       | Mariano Martin    | 1940–1948             | 97   |
| 7º  | Espanha       | Josep Escolà      | 1934–1937 e 1940–1948 | 93   |
| 8º  | Países Baixos | Patrick Kluivert  | 1998–2004             | 90   |
| 9º  | Espanha       | Estanislao Basora | 1946–1958             | 89   |
| 10º | Brasil        | Rivaldo           | 1997–2002             | 86   |

### Maiores artilheiros na Copa del Rey
Estatísticas atualizadas em 17 de abril de 2021.
Em negrito, jogadores que ainda atuam pelo Barcelona
| #   | País                | Jogador             | Período               | Gols |
| --- | ------------------- | ------------------- | --------------------- | ---- |
| 1º  | Espanha             | Josep Samitier      | 1918–1933             | 65   |
| 2º  | Argentina           | Lionel Messi        | 2004–2021             | 56   |
| 3º  | Hungria             | László Kubala       | 1950–1961             | 49   |
| 4º  | Espanha             | Cézar Rodríguez     | 1942–1955             | 36   |
| 5º  | Espanha             | Josep Escolà        | 1934–1937 e 1940–1948 | 35   |
| 6º  | Filipinas · Espanha | Paulino Alcántara   | 1912–1927             | 35   |
| 7º  | Paraguai · Espanha  | Eulogio Martínez    | 1955–1962             | 32   |
| 8º  | Espanha             | Ángel Arocha        | 1926–1933             | 29   |
| 9º  | Espanha             | Mariano Martin      | 1940–1948             | 26   |
| 10º | Espanha             | José Antonio Zaldúa | 1961–1971             | 25   |

### Maiores artilheiros em competições internacionais
Estatísticas atualizadas em 10 de março de 2021
Em negrito, jogadores que ainda atuam pelo Barcelona
| #   | País          | Jogador             | Período               | Gols |
| --- | ------------- | ------------------- | --------------------- | ---- |
| 1º  | Argentina     | Lionel Messi        | 2004–2021             | 128  |
| 2º  | Brasil        | Rivaldo             | 1997–2002             | 31   |
| 3º  | Brasil        | Evaristo de Macedo  | 1957–1962             | 27   |
| 4°  | Espanha       | Luis Enrique        | 1996–2004             | 27   |
| 5º  | Países Baixos | Patrick Kluivert    | 1998–2004             | 26   |
| 6º  | Espanha       | Carles Rexach       | 1967–1981             | 25   |
| 7º  | Bulgária      | Hristo Stoichkov    | 1990–1995 e 1996–1998 | 23   |
| 8º  | Espanha       | José Antonio Zaldúa | 1961–1971             | 22   |
| 9º  | Hungria       | Sándor Kocsis       | 1958–1965             | 21   |
| 10º | Brasil        | Neymar              | 2013–2017             | 21   |

## Temporadas recentes
| 2003–04 | 1D | 2 | 38 | 21 | 9  | 8 | 63  | 39 | 72  | Quartas-de-final | UC0 | Oitavas-de-Final | Joan Gamper | Joan Gamper | Joan Gamper | Joan Gamper | Frank Rijkaard     |                 |                 |                 |
| 2004–05 | 1D | 1 | 38 | 25 | 9  | 4 | 73  | 29 | 84  | 2ª Rodada        | UCL | Oitavas-de-final | Joan Gamper | Joan Gamper | Joan Gamper | Joan Gamper | Frank Rijkaard     |                 |                 |                 |
| 2005–06 | 1D | 1 | 38 | 25 | 7  | 6 | 80  | 35 | 82  | Quartas-de-final | UCL | Campeão          | Joan Gamper | Sup. Esp.   | Sup. Eur.   | CMC         | Frank Rijkaard     | Frank Rijkaard  | Frank Rijkaard  | Frank Rijkaard  |
| 2006–07 | 1D | 2 | 38 | 22 | 10 | 6 | 78  | 33 | 76  | Semifinal        | UCL | Oitavas-de-final | Joan Gamper | Joan Gamper | Joan Gamper | Joan Gamper | Frank Rijkaard     |                 |                 |                 |
| 2007–08 | 1D | 3 | 38 | 19 | 10 | 9 | 76  | 43 | 67  | Semifinal        | UCL | Semifinal        | Joan Gamper | Joan Gamper | Joan Gamper | Joan Gamper | Frank Rijkaard     |                 |                 |                 |
| 2008–09 | 1D | 1 | 38 | 27 | 6  | 5 | 104 | 34 | 86  | Campeão          | UCL | Campeão          | Joan Gamper | Sup. Esp.   | Sup. Eur.   | CMC         | Josep Guardiola    | Josep Guardiola | Josep Guardiola | Josep Guardiola |
| 2009–10 | 1D | 1 | 38 | 31 | 6  | 1 | 98  | 24 | 99  | Quartas-de-final | UCL | Semifinal        | Joan Gamper | Joan Gamper | Sup. Esp.   | Sup. Esp.   | Josep Guardiola    |                 |                 |                 |
| 2010–11 | 1D | 1 | 38 | 27 | 6  | 5 | 95  | 21 | 96  | Finalista        | UCL | Campeão          | Joan Gamper | Sup. Esp.   | Sup. Eur.   | CMC         | Josep Guardiola    | Josep Guardiola | Josep Guardiola | Josep Guardiola |
| 2011–12 | 1D | 2 | 38 | 28 | 7  | 3 | 85  | 29 | 114 | Campeão          | UCL | Semifinal        | Joan Gamper | Joan Gamper | Sup. Esp.   | Sup. Esp.   | Josep Guardiola    |                 |                 |                 |
| 2012–13 | 1D | 1 | 38 | 32 | 4  | 2 | 75  | 40 | 115 | Semifinal        | UCL | Semifinal        | Joan Gamper | Joan Gamper | Sup. Esp.   | Sup. Esp.   | Tito Vilanova      |                 |                 |                 |
| 2013–14 | 1D | 2 | 38 | 27 | 6  | 5 | 67  | 33 | 100 | Finalista        | UCL | Quartas-de-final | Joan Gamper | Joan Gamper | Joan Gamper | Joan Gamper | Gerardo Martino    |                 |                 |                 |
| 2014–15 | 1D | 1 | 38 | 30 | 4  | 4 | 89  | 21 | 110 | Campeão          | UCL | Campeão          | Joan Gamper | Sup. Esp.   | Sup. Eur.   | CMC         | Luis Enrique       | Luis Enrique    | Luis Enrique    | Luis Enrique    |
| 2015–16 | 1D | 1 | 38 | 29 | 4  | 5 | 83  | 29 | 112 | Campeão          | UCL | Quartas-de-final | Joan Gamper | Joan Gamper | Joan Gamper | Joan Gamper | Luis Enrique       |                 |                 |                 |
| 2016–17 | 1D | 2 | 38 | 29 | 6  | 4 | 79  | 37 | 116 | Campeão          | UCL | Quartas-de-final | Joan Gamper | Joan Gamper | Sup. Esp.   | Sup. Esp.   | Luis Enrique       |                 |                 |                 |
| 2017–18 | 1D | 1 | 38 | 28 | 9  | 1 | 70  | 29 | 99  | Campeão          | UCL | Oitavas-de-final | Joan Gamper | Joan Gamper | Sup. Esp.   | Sup. Esp.   | Ernesto Valverde   |                 |                 |                 |
| 2018–19 | 1D | 1 | 38 | 26 | 9  | 3 | 54  | 36 | 90  | Finalista        | UCL | Semifinal        | Joan Gamper | Joan Gamper | Sup. Esp.   | Sup. Esp.   | Ernesto Valverde   |                 |                 |                 |
| 2019–20 | 1D | 2 | 38 | 25 | 7  | 6 | 48  | 38 | 86  | Quartas-de-final | UCL | Quartas-de-final | Joan Gamper | Joan Gamper | Sup. Esp.   | Sup. Esp.   | Quique Setién      |                 |                 |                 |
| 2020–21 | 1D | 3 | 38 | 24 | 7  | 7 | 47  | 38 | 85  | Campeão          | UCL | Oitavas de final | Joan Gamper | Joan Gamper | Sup. Esp.   | Sup. Esp.   | Ronald Koeman      |                 |                 |                 |
| 2021–22 | 1D | 2 | 38 | 21 | 10 | 7 | 30  | 38 | 68  | Quartas-de-final | UCL | Oitavas de final | Joan Gamper | Joan Gamper | Sup. Esp.   | Sup. Esp.   | Ronald Koeman Xavi |                 |                 |                 |

## Elenco atual
Última atualização: 16 de julho de 2025.

## Jogadores
Mais de 1 000 jogadores vestiram a camisa azul e grená durante os 120 anos de história do time Barcelonista.

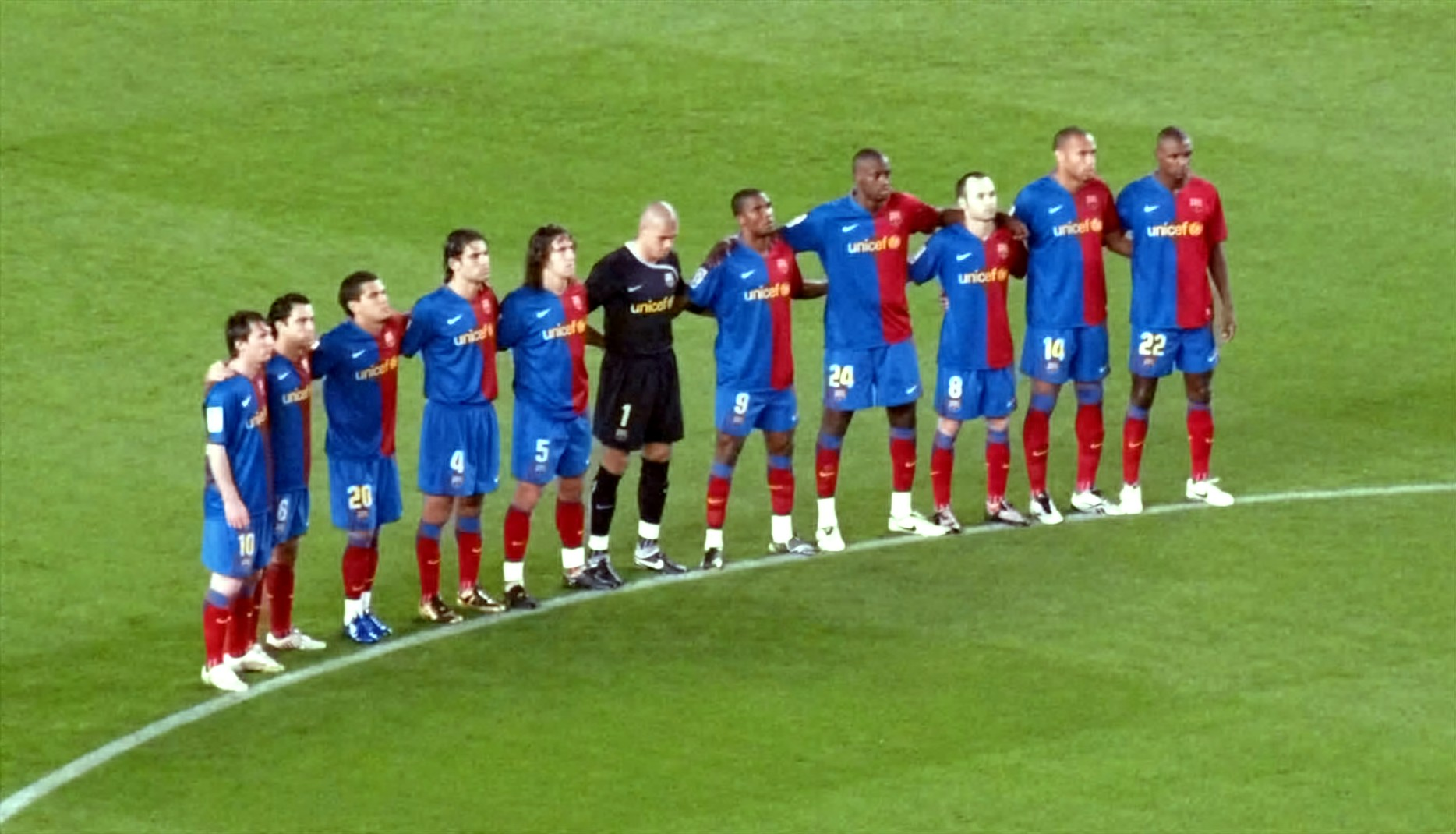
Elenco do Barcelona em 2008

Os jogadores de origem estrangeira, (não excluindo os jogadores espanhóis) sempre tiveram grande peso na história do clube e marcaram algumas das mais brilhantes eras do time catalão. Fundado por um grupo de estrangeiros estabelecidos em Barcelona, a equipe foi composta inicial e principalmente por jogadores de origem inglesa, suíça e alemã. A maioria dos historiadores e especialistas acreditam que o húngaro Ladislao Kubala, craque blaugrana da década de 1950, foi o primeiro grande jogador internacional que fez parte da equipe. Mas foi a partir dos anos 70, quando já havia uma participação regular de jogadores estrangeiros nas equipes espanholas, que o clube começou a contratar um grande contingente de craques vindos de fora do país. O Barcelona teve, desde então, vários jogadores estrangeiros de excepcional destaque, dos quais cinco chegaram a ganhar o prêmio individual mais cobiçado do futebol mundial, o FIFA World Player.
O prêmio foi concedido a cinco jogadores que passaram pelo F.C. Barcelona. Foram eles: Lionel Messi, Romário, Ronaldo, Rivaldo e Ronaldinho Gaúcho, e a outros cinco foi concedido o Ballon d'Or, que define o melhor jogador europeu do ano, estes, por sua vez, foram: Luis Suárez, Johan Cruyff, Hristo Stoichkov, e os próprios Rivaldo e Ronaldinho Gaúcho. E além destes, é importante destacar outros grandes nomes como: Allan Simonsen, Hans Krankl, Diego Maradona, Gary Lineker, Michael Laudrup, Luís Figo e Samuel Eto'o.
Além disso, os azulgranas tem, historicamente, muitos dos melhores atletas que já existiram dentro do futebol espanhol, sendo o grupo que mais contribuiu para alimentar a Seleção espanhola de futebol. O Jogador dos culés que tem mais jogos feitos pela seleção é o goleiro Andoni Zubizarreta, com 126 partidas, e é também o jogador espanhol que atuou em mais torneios importantes, totalizando quatro Copas do Mundo e três Campeonatos Europeus de Futebol. Luis Enrique e Nadal, com 62 jogos cada, são os outros dois jogadores que mais atuaram pela equipe.
Os jogadores que tem mais jogos oficiais pelo FC Barcelona são: Lionel Messi (778), Xavi Hernández (767), Andrés Iniesta (674) e Carles Puyol (593). Os que obtiveram mais títulos foram: Lionel Messi (35), Andrés Iniesta (32), Sergio Busquets (30) e Gerard Piqué (30). E os que mais marcaram gols em competições oficiais foram: Lionel Messi (614) , Cesar Rodriguez (232), Ladislao Kubala (194) e Luis Suárez (185).

### Jogadores
- Grandes jogadores da história do clube marcado com *.
- Em negrito e destacado, o maior e melhor jogador da história do clube.

| Nome                      | Nacionalidade                       | Posição[NB]   | Período             | Capitania | Jogos | Gols | Notas | Refs    |
| ------------------------- | ----------------------------------- | ------------- | ------------------- | --------- | ----- | ---- | ----- | ------- |
| Joan Gamper *             | Suíça                               | Atacante      | 1899–1903           | —         | —     | —    |       | [ 71 ]  |
| Carles Comamala           | Espanha                             | Atacante      | 1903–1912           | —         | —     | —    |       | [ 72 ]  |
| Paulino Alcántara *       | Filipinas · Espanha                 | Atacante      | 1912–1916 1918–1927 | 1920–1927 | —     | —    |       | [ 73 ]  |
| Ramón Torralba            | Espanha                             | Meio-campista | 1913–1928           | —         | —     | —    |       | [ 74 ]  |
| Josep Samitier *          | Espanha                             | Meio-campista | 1919–1932           | 1927–1932 | 28    | 20   |       | [ 75 ]  |
| Vicenc Piera              | Espanha                             | Meio-campista | 1920–1933           | —         | 53    | 6    |       | [ 76 ]  |
| Ferenc Plattkó            | Hungria                             | Goleiro       | 1923–1930           | —         | 17    | 0    |       | [ 77 ]  |
| Juan José Nogués          | Espanha                             | Goleiro       | 1930–1942           | 1933–1942 | 114   | 0    |       |         |
| Martí Ventolrà            | Espanha                             | Atacante      | 1933–1937           | —         | 58    | 31   |       | [ 78 ]  |
| Josep Raich               | Espanha                             | Meio-campista | 1934–1936 1940–1945 | —         | 140   | 16   |       |         |
| Josep Escolà              | Espanha                             | Atacante      | 1934–1949           | —         | 152   | 86   |       | [ 79 ]  |
| Mariano Martín *          | Espanha                             | Atacante      | 1939–1948           | —         | 112   | 97   |       | [ 80 ]  |
| Francisco Calvet          | Espanha                             | Defensor      | 1939–1952           | —         | 151   | 7    |       |         |
| José Bravo                | Espanha                             | Atacante      | 1940–1948           | —         | 120   | 51   |       |         |
| César Rodrìguez *         | Espanha                             | Atacante      | 1942–1955           | 1946–1955 | 287   | 192  |       | [ 81 ]  |
| Marià Gonzalvo            | Espanha                             | Meio-campista | 1942–1956           | 1955–1956 | 208   | 26   |       | [ 82 ]  |
| Jaume Elías               | Espanha                             | Defensor      | 1943–1949           | —         | 123   | 0    |       |         |
| Juan Velasco              | Espanha                             | Goleiro       | 1943–1954           | —         | 168   | 0    |       |         |
| Josep Seguer              | Espanha                             | Atacante      | 1943–1957           | —         | 214   | 38   |       |         |
| Josep Gonzalvo            | Espanha                             | Meio-campista | 1943–1950           | —         | 146   | 3    |       |         |
| Estanislao Basora         | Espanha                             | Atacante      | 1946–1958           | —         | 237   | 89   |       | [ 83 ]  |
| Antoni Ramallets *        | Espanha                             | Goleiro       | 1946–1961           | 1956–1961 | 288   | 0    |       | [ 84 ]  |
| Joan Segarra              | Espanha                             | Defensor      | 1949–1964           | 1961–1964 | 299   | 17   |       | [ 85 ]  |
| László Kubala *           | Tchecoslováquia · Hungria · Espanha | Atacante      | 1950–1961           | —         | 186   | 131  |       | [ 86 ]  |
| Eduardo Manchón           | Espanha                             | Atacante      | 1950–1957           | —         | 144   | 57   |       |         |
| Gustau Biosca             | Espanha                             | Defensor      | 1950–1958           | —         | 139   | 3    |       |         |
| Sígfrid Gràcia            | Espanha                             | Defensor      | 1952–1966           | —         | 231   | 5    |       | [ 87 ]  |
| Justo Tejada              | Espanha                             | Atacante      | 1953–1961           | —         | 149   | 73   |       |         |
| Luis Suárez *             | Espanha                             | Atacante      | 1954–1961           | —         | 122   | 61   |       | [ 88 ]  |
| Ramón Villaverde          | Espanha                             | Atacante      | 1954–1963           | —         | 162   | 53   |       |         |
| Eulogio Martínez          | Paraguai · Espanha                  | Atacante      | 1956–1962           | —         | 111   | 62   |       | [ 89 ]  |
| Enric Gensana             | Espanha                             | Defensor      | 1956–1964           | —         | 132   | 13   |       |         |
| Martí Vergés              | Espanha                             | Meio-campista | 1956–1966           | —         | 188   | 15   |       |         |
| Ferran Olivella           | Espanha                             | Defensor      | 1956–1969           | 1964–1969 | 215   | 1    |       | [ 90 ]  |
| Evaristo de Macedo        | Brasil                              | Atacante      | 1957–1962           | —         | 114   | 78   |       | [ 91 ]  |
| Sándor Kocsis             | Hungria                             | Atacante      | 1958–1965           | —         | 75    | 42   |       | [ 92 ]  |
| José Manuel Pesudo        | Espanha                             | Goleiro       | 1961–1966           | —         | 65    | 0    |       |         |
| Pedro Zaballa             | Espanha                             | Meio-campista | 1961–1967           | —         | 109   | 28   |       |         |
| Julio César Benítez       | Uruguai                             | Defensor      | 1961–1968           | —         | 123   | 10   |       |         |
| Jesús María Pereda        | Espanha                             | Meio-campista | 1961–1969           | —         | 134   | 41   |       |         |
| Salvador Sadurní          | Espanha                             | Goleiro       | 1961–1976           | 1969–1971 | 247   | 0    |       | [ 93 ]  |
| José Antonio Zaldúa       | Espanha                             | Atacante      | 1961–1971           | —         | 145   | 61   |       |         |
| Cayetano Ré               | Paraguai                            | Atacante      | 1962–1966           | —         | 84    | 56   |       |         |
| Josep Maria Fusté         | Espanha                             | Meio-campista | 1962–1972           | —         | 197   | 47   |       |         |
| Eladio Silvestre          | Espanha                             | Defensor      | 1962–1972           | —         | 226   | 8    |       |         |
| Joaquim Rifé              | Espanha                             | Defensor      | 1964–1976           | 1971–1973 | 290   | 23   |       | [ 94 ]  |
| Antoni Torres             | Espanha                             | Defensor      | 1965–1976           | —         | 269   | 2    |       | [ 95 ]  |
| Francisco Gallego         | Espanha                             | Defensor      | 1965–1975           | —         | 248   | 17   |       |         |
| Carles Rexach             | Espanha                             | Atacante      | 1965–1981           | —         | 328   | 81   |       | [ 96 ]  |
| Miguel Reina              | Espanha                             | Goleiro       | 1966–1973           | —         | 111   | 0    |       |         |
| Pedro Zabalza Barquín     | Espanha                             | Meio-campista | 1967–1973           | —         | 149   | 10   |       |         |
| Juan Carlos Pérez         | Espanha                             | Meio-campista | 1968–1975           | —         | 163   | 18   |       |         |
| Marcial Pina              | Espanha                             | Meio-campista | 1969–1977           | —         | 210   | 47   |       |         |
| Juan Manuel Asensi        | Espanha                             | Atacante      | 1970–1980           | 1978–1980 | 299   | 73   |       | [ 97 ]  |
| Quique Costas             | Espanha                             | Defensor      | 1971–1980           | —         | 172   | 3    |       |         |
| Antonio de la Cruz        | Espanha                             | Defensor      | 1972–1979           | —         | 183   | 6    |       |         |
| Hugo Sotil                | Peru                                | Atacante      | 1973–1977           | —         | 65    | 21   |       |         |
| Johan Cruyff *            | Países Baixos                       | Atacante      | 1973–1978           | 1974–1978 | 139   | 47   |       | [ 98 ]  |
| Migueli                   | Espanha                             | Defensor      | 1973–1989           | —         | 391   | 20   |       | [ 99 ]  |
| Johan Neeskens            | Países Baixos                       | Meio-campista | 1974–1979           | —         | 140   | 35   |       | [ 100 ] |
| Pedro María Artola        | Espanha                             | Goleiro       | 1975–1984           | —         | 186   | 0    |       |         |
| José Vicente Sánchez      | Espanha                             | Meio-campista | 1975–1986           | 1983–1984 | 236   | 13   |       |         |
| José Antonio Ramos        | Espanha                             | Defensor      | 1976–1982           | —         | 119   | 0    |       |         |
| Antonio Olmo              | Espanha                             | Defensor      | 1976–1984           | 1980–1982 | 188   | 4    |       |         |
| Rafael Zuviría            | Argentina                           | Defensor      | 1977–1982           | —         | 119   | 11   |       |         |
| Esteban Vigo              | Espanha                             | Meio-campista | 1977–1987           | —         | 166   | 18   |       |         |
| Francisco José Carrasco   | Espanha                             | Atacante      | 1978–1989           | —         | 262   | 49   |       |         |
| Hans Krankl               | Áustria                             | Meio-campista | 1978–1980           | —         | 46    | 34   |       | [ 101 ] |
| Allan Simonsen            | Dinamarca                           | Atacante      | 1979–1982           | —         | 98    | 31   |       |         |
| José Ramón Alexanko       | Espanha                             | Defensor      | 1980–1993           | 1986–1993 | 274   | 26   |       |         |
| Quini                     | Espanha                             | Atacante      | 1980–1984           | 1982–1983 | 100   | 54   |       | [ 102 ] |
| Bernd Schuster            | Alemanha                            | Meio-campista | 1980–1988           | 1984–1986 | 170   | 63   |       | [ 103 ] |
| Josep Moratalla           | Espanha                             | Meio-campista | 1981–1988           | —         | 104   | 1    |       |         |
| Javier Urruticoechea      | Espanha                             | Goleiro       | 1981–1988           | —         | 120   | 0    |       | [ 104 ] |
| Gerardo Miranda           | Espanha                             | Defensor      | 1981–1988           | —         | 145   | 5    |       |         |
| Víctor Muñoz              | Espanha                             | Meio-campista | 1981–1988           | 1988–1993 | 224   | 14   |       |         |
| Diego Maradona *          | Argentina                           | Meio-campista | 1982–1984           | —         | 36    | 22   |       | [ 105 ] |
| Marcos Alonso Peña        | Espanha                             | Atacante      | 1982–1987           | —         | 124   | 28   |       |         |
| Julio Alberto Moreno      | Espanha                             | Defensor      | 1982–1991           | —         | 200   | 9    |       |         |
| Urbano Ortega             | Espanha                             | Meio-campista | 1981–1991           | —         | 122   | 7    |       |         |
| Ramón Calderé             | Espanha                             | Atacante      | 1984–1988           | —         | 110   | 15   |       |         |
| Steve Archibald           | Escócia                             | Atacante      | 1984–1988           | —         | 55    | 24   |       |         |
| Gary Lineker              | Inglaterra                          | Atacante      | 1986–1989           | —         | 103   | 42   |       |         |
| Roberto Fernández         | Espanha                             | Meio-campista | 1986–1990           | —         | 144   | 35   |       |         |
| Andoni Zubizarreta        | Espanha                             | Goleiro       | 1986–1994           | —         | 301   | 0    |       | 1       |
| Guillermo Amor            | Espanha                             | Meio-campista | 1988–1998           | —         | 311   | 47   |       | [ 107 ] |
| Txiki Begiristain         | Espanha                             | Meio-campista | 1988–1995           | —         | 223   | 63   |       | [ 108 ] |
| Ricardo Serna             | Espanha                             | Defensor      | 1988–1992           | —         | 101   | 2    |       |         |
| Ion Andoni Goikoetxea     | Espanha                             | Meio-campista | 1988–1994           | —         | 126   | 6    |       |         |
| Julio Salinas             | Espanha                             | Atacante      | 1988–1994           | —         | 146   | 60   |       |         |
| Eusebio Sacristán         | Espanha                             | Meio-campista | 1988–1995           | —         | 203   | 14   |       |         |
| José Mari Bakero          | Espanha                             | Meio-campista | 1988–1996           | 1993–1996 | 260   | 72   |       | [ 109 ] |
| Michael Laudrup           | Dinamarca                           | Meio-campista | 1989–1994           | —         | 167   | 40   |       | [ 110 ] |
| Ronald Koeman *           | Países Baixos                       | Defensor      | 1989–1995           | —         | 192   | 67   |       | [ 111 ] |
| Albert Ferrer             | Espanha                             | Defensor      | 1990–1998           | —         | 204   | 1    |       |         |
| Hristo Stoichkov          | Bulgária                            | Atacante      | 1990–1995 1996–1998 | —         | 175   | 83   |       | [ 112 ] |
| Josep Guardiola           | Espanha                             | Meio-campista | 1990–2001           | 1997–2001 | 263   | 6    |       | [ 113 ] |
| Miguel Ángel Nadal        | Espanha                             | Defensor      | 1991–1999           | —         | 207   | 12   |       |         |
| Sergi Barjuán             | Espanha                             | Defensor      | 1993–2002           | 2001–2002 | 267   | 6    |       |         |
| Romário *                 | Brasil                              | Atacante      | 1993–1995           | —         | 46    | 34   |       | [ 114 ] |
| Abelardo Fernández        | Espanha                             | Defensor      | 1994–2002           | —         | 178   | 11   |       |         |
| Gheorghe Hagi             | Roménia                             | Meio-campista | 1994–1996           | —         | —     | —    |       |         |
| Gheorghe Popescu          | Roménia                             | Defensor      | 1995–1997           | 1996–1997 | 66    | 9    |       |         |
| Luís Figo                 | Portugal                            | Meio-campista | 1995–2000           | —         | 172   | 30   |       |         |
| Ronaldo *                 | Brasil                              | Atacante      | 1996–1997           | —         | 37    | 34   |       | [ 115 ] |
| Luis Enrique              | Espanha                             | Meio-campista | 1996–2004           | 2002–2004 | 207   | 73   |       | [ 116 ] |
| Michael Reiziger          | Países Baixos                       | Defensor      | 1997–2004           | —         | 173   | 0    |       |         |
| Rivaldo                   | Brasil                              | Meio-campista | 1997–2002           | —         | 157   | 86   |       | [ 117 ] |
| Frank de Boer             | Países Baixos                       | Defensor      | 1998–2003           | —         | 144   | 5    |       |         |
| Phillip Cocu              | Países Baixos                       | Meio-campista | 1998–2004           | —         | 205   | 31   |       |         |
| Patrick Kluivert          | Países Baixos                       | Atacante      | 1998–2004           | —         | 182   | 90   |       |         |
| Xavi Hernández *          | Espanha                             | Meio-campista | 1998–2015           | 2014-2015 | 767   | 56   |       |         |
| Gabri García de la Torre  | Espanha                             | Meio-campista | 1999–2006           | —         | 129   | 7    |       |         |
| Carles Puyol *            | Espanha                             | Defensor      | 1999–2014           | 2004–2014 | 392   | 12   |       |         |
| Javier Saviola            | Argentina                           | Atacante      | 2001–2004 2006–2007 | —         | 123   | 49   |       |         |
| Oleguer Presas            | Espanha                             | Defensor      | 2001–2008           | —         | 127   | 1    |       |         |
| Víctor Valdés*            | Espanha                             | Goleiro       | 2002–2014           | —         | 387   | 0    |       |         |
| Andrés Iniesta *          | Espanha                             | Meio-campista | 2002–2018           | —         | 339   | 33   |       |         |
| Ronaldinho *              | Brasil                              | Atacante      | 2003–2008           | —         | 145   | 70   |       | [ 118 ] |
| Giovanni van Bronckhorst* | Países Baixos                       | Defensor      | 2003–2007           | —         | 105   | 5    |       |         |
| Rafael Márquez*           | México                              | Defensor      | 2003–2010           | —         | 163   | 9    |       |         |
| Deco *                    | Portugal                            | Meio-campista | 2004–2008           | —         | 113   | 13   |       | [ 119 ] |
| Samuel Eto'o *            | Camarões                            | Atacante      | 2004–2009           | —         | 145   | 108  |       | [ 120 ] |
| Lionel Messi *            | Argentina                           | Atacante      | 2004–2021           | 2018–2021 | 725   | 630  |       |         |
| Éric Abidal               | França                              | Defensor      | 2007–2013           | —         | 125   | 0    |       |         |
| Bojan Krkić               | Espanha                             | Atacante      | 2007–2011           | —         | 104   | 26   |       |         |
| Daniel Alves *            | Brasil                              | Defensor      | 2008–2016           | —         | 190   | 14   |       |         |
| Sergio Busquets *         | Espanha                             | Meio-campista | 2008–               | —         | 182   | 5    |       |         |
| Seydou Keita              | Mali                                | Meio-campista | 2008–2012           | —         | 119   | 16   |       |         |
| Zlatan Ibrahimovic        | Suécia                              | Atacante      | 2009–2010           | —         | 29    | 16   |       |         |
| Gerard Piqué *            | Espanha                             | Defensor      | 2008–               | —         | 166   | 12   |       |         |
| Pedro Rodríguez           | Espanha                             | Atacante      | 2008–2015           | —         | 172   | 52   |       |         |
| Cesc Fabregas             | Espanha                             | Meio-campista | 2011–2014           | —         | 96    | 28   |       |         |
| Alexis Sánchez            | Chile                               | Atacante      | 2011–2014           | —         | 88    | 38   |       |         |
| Neymar Jr. *              | Brasil                              | Atacante      | 2013–2017           | —         | 186   | 105  |       |         |

## Treinadores
| Nome                 | De             | Até            | Troféus | Referências     |
| TBD                  | 1902           | 1917           | 3 Copa del Rey, 1 Copa Macaya, 1 Copa Barcelona, 7 Campionat de Catalunya                                                      |                 |
| John Barrow          | 1917           | 1917           | |                 |
| Jack Greenwell       | 1917           | 1924           | 2 Copa del Rey, 4 Campionat de Catalunya                                                                                       | [ 121 ]         |
| Jesza Poszony        | 1924           | Dezembro 1924  | 1 Copa del Rey, 1 Campionat de Catalunya                                                                                       |                 |
| Ralph Kirby          | Dezembro 1924  | Fevereiro 1926 | 1 Copa del Rey, 1 Campionat de Catalunya                                                                                       | [ 122 ]         |
| Jack Domby           | Fevereiro 1926 | Dezembro 1926  | 1 Campionat de Catalunya, 1 Copa del Rey                                                                                       | [ 123 ]         |
| Romà Forns           | Dezembro 1926  | Março 1929     | 1 La Liga, 1 Campionat de Catalunya, 1 Copa del Rey                                                                            | [ 124 ]         |
| James Bellamy        | Março 1929     | Julho 1931     | 2 Campionat de Catalunya | [ 125 ]         |
| Jack Greenwell       | Julho 1931     | Julho 1933     | 1 Campionat de Catalunya | [ 126 ]         |
| Jack Domby           | Agosto 1933    | Fevereiro 1934 | | [ 127 ]         |
| Ramón Zabalo         | Fevereiro 1934 | Julho 1934     | | [ 128 ]         |
| Franz Platko         | Agosto 1934    | Julho 1935     | 1 Campionat de Catalunya | [ 129 ]         |
| Patrick O'Connell    | Julho 1935     | Março 1940     | 2 Campionat de Catalunya | [ 130 ]         |
| Josep Planas         | Março 1940     | Julho 1941     | | [ 131 ]         |
| Ramón Guzmán         | Julho 1941     | Janeiro 1942   | | [ 132 ]         |
| Joan Josep Nogués    | Janeiro 1942   | Junho 1944     | 1 Copa del Rey | [ 133 ]         |
| Josep Samitier       | Junho 1944     | Julho 1947     | 1 La Liga, 1 Copa Eva Duarte                                                                                                   | [ 134 ]         |
| Enrique Fernández    | Julho 1947     | Maio 1950      | 2 La Liga, 1 Copa Eva Duarte, 1 Latin Cup                                                                                      | [ 135 ]         |
| Ramón Llorens        | Maio 1950      | Junho 1950     | | [ 136 ]         |
| Ferdinand Daučík     | Junho 1950     | Julho 1954     | 2 La Liga, 3 Copa del Rey, 2 Copa Eva Duarte, 1 Latin Cup                                                                      | [ 137 ]         |
| Sandro Puppo         | Julho 1954     | Junho 1955     | | [ 138 ]         |
| Franz Platko         | Junho 1955     | Junho 1956     | | [ 139 ]         |
| Domingo Balmanya     | Junho 1956     | Abril 1958     | 1 Copa del Rey, 1 Fairs Cup | [ 140 ]         |
| Helenio Herrera      | Abril 1958     | Maio 1960      | 2 La Liga, 1 Copa del Rey, 1 Fairs Cup                                                                                         | [ 141 ]         |
| Enric Rabassa        | Maio 1960      | Junho 1960     | | [ 142 ]         |
| Ljubiša Broćić       | Junho 1960     | Janeiro 1961   | | [ 143 ]         |
| Enrique Orizaola     | Janeiro 1961   | Junho 1961     | | [ 144 ]         |
| Luis Miró            | Junho 1961     | Novembro 1961  | | [ 145 ]         |
| Ladislao Kubala      | Novembro 1961  | Janeiro 1963   | | [ 146 ]         |
| Josep Gonzalvo       | Janeiro 1963   | Julho 1963     | 1 Copa del Rey | [ 147 ]         |
| César Rodríguez      | Julho 1963     | Outubro 1964   | | [ 132 ]         |
| Vicente Sasot        | Outubro 1964   | Junho 1965     | | [ 148 ]         |
| Roque Olsen          | Junho 1965     | Junho 1967     | 1 Fairs Cup | [ 149 ]         |
| Salvador Artigas     | Junho 1967     | Outubro 1969   | 1 Copa del Rey | [ 150 ]         |
| Josep Seguer         | Outubro 1969   | Dezembro 1969  | | [ 151 ]         |
| Vic Buckingham       | Dezembro 1969  | Julho 1971     | 1 Copa del Rey | [ 152 ]         |
| Rinus Michels        | Julho 1971     | Maio 1975      | 1 La Liga | [ 153 ]         |
| Hennes Weisweiler    | Maio 1975      | Abril 1976     | | [ 154 ]         |
| Laureano Ruiz        | Abril 1976     | Maio 1976      | | [ 155 ]         |
| Rinus Michels        | Maio 1976      | Maio 1978      | 1 Copa del Rey | [ 156 ]         |
| Lucien Muller        | Maio 1978      | Abril 1979     | | [ 157 ]         |
| Joaquim Rifé         | Abril 1979     | Março 1980     | 1 Cup Winners' Cup | [ 158 ]         |
| Helenio Herrera      | Março 1980     | Maio 1980      | | [ 159 ]         |
| Ladislao Kubala      | Maio 1980      | Novembro 1980  | | [ 160 ]         |
| Helenio Herrera      | Novembro 1980  | Junho 1981     | 1 Copa del Rey | [ 161 ]         |
| Udo Lattek           | Junho 1981     | Março 1983     | 1 Copa del Rey, 1 Copa de la Liga, 1 Cup Winners' Cup                                                                          | [ 162 ]         |
| José Luis Romero     | Março 1983     | Março 1983     | | [ 163 ]         |
| César Luis Menotti   | Março 1983     | Junho 1984     | 1 Supercopa de España | [ 164 ]         |
| Terry Venables       | Junho 1984     | Setembro 1987  | 1 La Liga, 1 Copa de la Liga                                                                                                   | [ 165 ]         |
| Luis Aragonés        | Setembro 1987  | Maio 1988      | 1 Copa del Rey | [ 166 ]         |
| Carles Rexach        | Maio 1988      | Maio 1988      | | [ 167 ]         |
| Johan Cruyff         | Maio 1988      | Maio 1996      | 4 La Liga, 3 Supercopa de España, 1 European Cup, 1 UEFA Super Cup, 1 Copa del Rey, 1 Cup Winners' Cup                         | [ 168 ] [ 169 ] |
| Carles Rexach        | Maio 1996      | Maio 1996      | | [ 170 ]         |
| Bobby Robson         | Maio 1996      | Junho 1997     | 1 Copa del Rey, 1 Supercopa de España, 1 Cup Winners' Cup                                                                      | [ 171 ]         |
| Louis van Gaal       | Junho 1997     | Maio 2000      | 2 La Liga, 1 Copa del Rey, 1 UEFA Super Cup                                                                                    | [ 172 ]         |
| Llorenç Serra Ferrer | Maio 2000      | Abril 2001     | | [ 173 ]         |
| Carles Rexach        | Abril 2001     | Maio 2002      | | [ 167 ]         |
| Louis van Gaal       | Maio 2002      | Janeiro 2003   | | [ 174 ]         |
| Radomir Antić        | Janeiro 2003   | Junho 2003     | | [ 175 ]         |
| Frank Rijkaard       | Junho 2003     | Junho 2008     | 2 La Liga, 2 Supercopa de España, 1 UEFA Champions League                                                                      |                 |
| Josep Guardiola      | Junho 2008     | Junho 2012     | 3 La Liga, 2 Copa del Rey, 3 Supercopa de España, 2 Liga dos Campeões, 2 Supercopa da UEFA, 2 Copa do Mundo de Clubes da FIFA  |                 |
| Tito Vilanova        | Junho 2012     | Julho 2013     | 1 La Liga |                 |
| Gerardo Martino      | Julho 2013     | Maio 2014      | 1 Supercopa de España |                 |
| Luis Enrique         | Maio 2014      | Junho 2017     | 2 La Liga, 3 Copa del Rey, 1 Supercopa da Espanha, 1 Liga dos Campeões, 1 Supercopa da UEFA, 1 Copa do Mundo de Clubes da FIFA |                 |
| Ernesto Valverde     | Junho 2017     | Janeiro 2020   | 1 La Liga, 1 Copa del Rey, 1 Supercopa da Espanha                                                                              |                 |
| Quique Setién        | Janeiro 2020   | Agosto 2020    | |                 |
| Ronald Koeman        | Agosto 2020    | Outubro 2021   | 1 Copa del Rey |                 |
| Xavi Hernández       | Novembro 2021  | Maio de 2024   | 1 Supercopa da Espanha 1 La Liga                                                                                               |                 |
| Hans-Dieter Flick    | Maio de 2024   | Presente       | 1 Supercopa da Espanha 1 Copa del Rey 1 La Liga                                                                                | [ 176 ]         |

## Administração
Eleitos em 7 de março de 2022.
| Cargo                                          | Nome                        |
| ---------------------------------------------- | --------------------------- |
| Presidente                                     | Joan Laporta                |
| Vice-Presidente Sênior — Área de Esportes      | ‎Rafael Yuste i Abel         |
| Vice-Presidente — Área Econômica e Estratégica | Eduard Romeu i Barceló      |
| Vice-Presidente — Área Social                  | Antonio Escudero i Martínez |
| Vice-presidente — Área Institucional           | Elena Fort i Cisneros       |
| Tesoureiro                                     | Ferran Olivé i Cànovas      |